# Říše Tchang
Říše Tchang byl čínský stát existující v letech 618–907. Zrodila se ze vzpoury generála Li Jüan proti říši Suej a během několika let sjednotila Čínu rozbitou občanskou válkou. S krátkým přerušením v letech 690–705, kdy císařovna Wu vyhlásila dynastii Čou, přetrvala téměř tři století. V polovině 8. století prošla vážnou krizí, když povstání An Lu-šana vážně oslabilo říši. Přestože povstání bylo poraženo, oslabená ústřední vláda byla nucena k správním i hospodářským reformám. V poslední třetině 9. století povstání Chuang Čchaoa opět zásadně oslabilo říši, která se rozpadla na panství soupeřících generálů. Posledního tchangského císaře roku 907 sesadil generál Ču Wen, který již pouze v severní Číně založil vlastní říši Pozdní Liang.
Říše Tchang, jejíž hlavní město Čchang-an patřilo k největším na světě, je všeobecně považována za jednu z nejúspěšnějších říší čínské historie, která se v rozkvětu civilizace i vojenských úspěších vyrovnala, pokud nepřekonala, starověkou říši Chan. Tchangská éra byla většinou obdobím pokroku a stability, s výjimkou období povstání An Lu-šana a poklesu moci centrální vlády v druhé polovině vlády tchangské dynastie. Podle dochovaných údajů o sčítání lidu ze 7. a 8. století byl počet obyvatel říše odhadován na 50 milionů. Přestože ústřední vláda nebyla schopna v 9. století sestavit přesný soupis obyvatelstva, je tehdejší populace odhadována na 80 milionů.
Díky velké populaci byla tchangská vláda schopna sestavit statisícovou armádu sestávající jak z profesionálů, tak z odvedenců. Tchangští vojáci bojovali s kočovnickými říšemi dominujícími ve Vnitřní Asii, přičemž získali kontrolu nad lukrativní obchodní trasou Hedvábné cesty. Různá království a státy uznaly svou podřízenost Tchangům a odevzdávaly tribut, zatímco další podléhaly tchangským protektorátům. Kromě politické hegemonie nad vnitřní Asií, měla říše Tchang v širokém okolí silný kulturní vliv, zejména v Koreji, Japonsku a Vietnamu.
Stejně jako v předchozí říši Suej, i tchangský stát udržoval systém státní služby založený na přijímání úředníků prostřednictvím standardizovaných zkoušek a doporučení na úřední místa. Tento řád narušil vzestup regionálních vojenských guvernérů ťie-tu-š’ během 9. století.
Čínská kultura v 7.–9. století vzkvétala a dále zrála. Tchangská éra je považována za vrcholné období čínské poezie. Tchangské éře náleží dva z nejznámějších básníků Číny, Li Po a Tu Fu, stejně jako mnoho slavných malířů, například Chan Kan, Čang Süan a Čou Fang. Učenci sestavovali množství encyklopedií, geografických prací i historických děl.
V říši Tchang vznikla i řada technologických inovací, včetně knihtisku. Buddhismus měl velký vliv na čínskou kulturu, přičemž se do popředí dostaly domácí čínské směry. Později však byl omezován státem a jeho vliv klesl. Umění a kultura vzkvétaly i dobách oslabení centrální moci v 9. století. Oslabená ústřední vláda se do značné míry stáhla z řízení ekonomiky, obchod však zůstal nenarušen a i nadále prospíval.

## Politická historie

### Založení státu

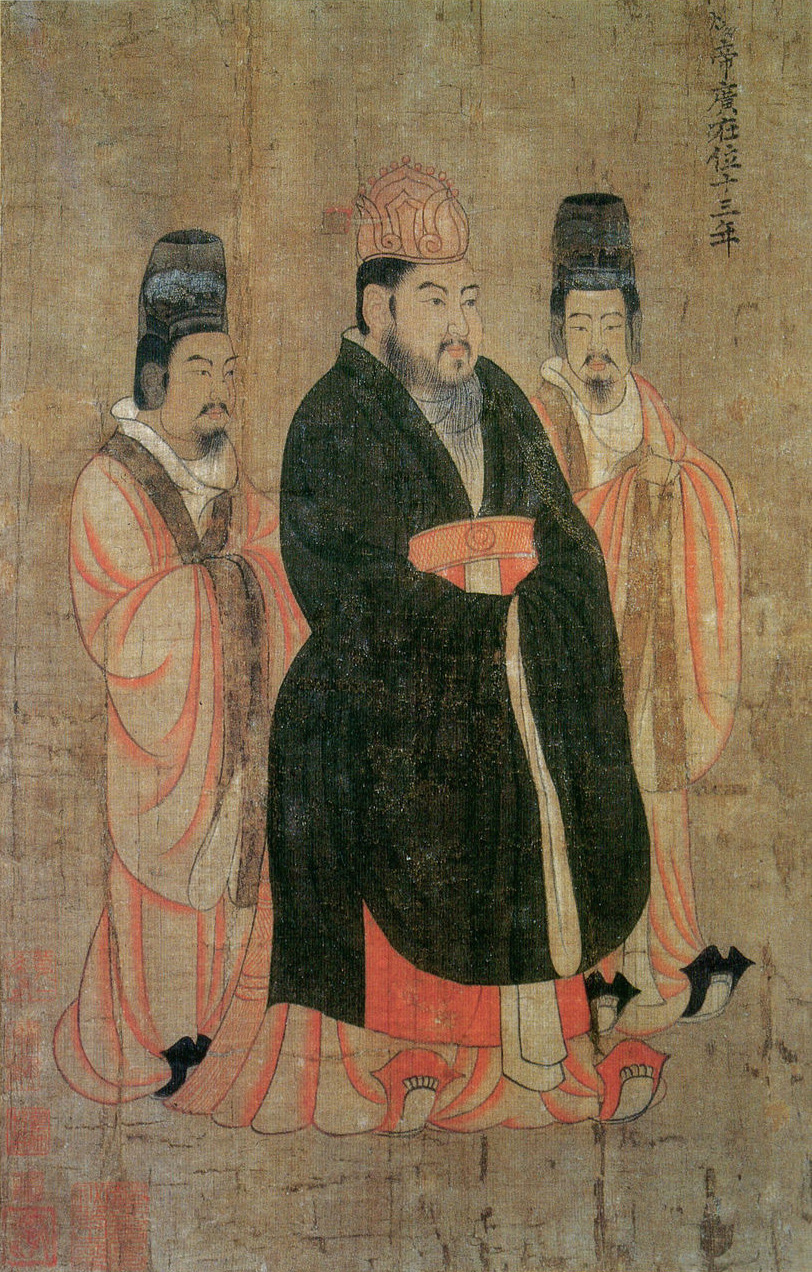
Portrét suejského císaře Jang-tiho (vládl 604–618) objednaný roku 643 tchangským císařem Tchaj-cungem, autorem je Jen Li-pen (600–673)

Říši Tchang založil během rozpadu předešlé říše Suej severočínský aristokrat Li Jüan, který se stal prvním tchangským císařem. Jeho rod Li, který se stal tchangskou vládnoucí dynastií, patřil k vojenské aristokracii ze severozápadu Číny dominující říši Suej. Za své předky prohlašoval zakladatele taoismu Lao-c’a, chanského generála Li Kuanga, a Li Kaoa, panovníka státu Západní Liang (vládl 400–17). Rod byl znám jako Liové z Lung-si (隴西 李氏), a patřil k němu i básník Li Po. Tchangská dynastie byla částečně sienpejského původu, matka Li Jüana byla totiž dcerou Tu-ku Sina, sienpejského generála říše Západní Wej. Li Jüan zaujímal vysoké postavení jako bratranec suejského císaře Jang-tiho (jehož matkou byla další dcera Tu-ku Sina), vévoda z Tchang a guvernér Tchaj-jüanu. Měl prestiž a vojenské zkušenosti.
Druhý suejský císař Jang-ti vyčerpal hospodářství země nákladnými stavbami (rekonstrukcí Velkého kanálu a Velké čínské zdi) a také nákladným a neúspěšným pokusem o dobytí státu Kogurjŏ v severní části Korejského poloostrova v letech 612–614. Proti suejské vládě se proto bouřili rolníci i aristokraté. Roku 617 také Li Jüan shromáždil armádu a povstal proti suejskému režimu spolu se svými syny a neméně militantní dcerou, princeznou Pching-jang († 623), která postavila a vedla své vlastní vojsko. V zimě roku 617 Li Jüan obsadil Čchang-an, hlavní město říše, sesadil císaře Jang-tiho (přičemž mu udělil titul tchaj-šang chuang, formálně vyšší než císařský), dosadil na trůn loutkového dětského císaře Kung-tiho (vnuka Jang-tiho) a vládl jeho jménem. V reakci na zprávu o vraždě Jang-tiho generálem Jü-wen Chua-ťim se 18. června 618 Li Jüan prohlásil za císaře nové říše Tchang a během několika let sjednotil Čínu pod svou vládou.
Při výstavbě tchangského státu Li Jüan navazoval na suejské vzory, včetně převzetí správního systému tří kanceláří a šesti ministerstev. Převzal i suejský daňový systém cu-jung-tiao, v němž všichni dospělí muži odváděli stejnou daň, která byla poněkud snížena na necelých 120 litrů obilí, 6,2 metrů látky a 20 dnů roboty pro stát. Od roboty byli osvobozeni muži pod 17 a přes 59 let, ženy, úředníci, aristokraté a vyznamenané osoby. Půda uvolněná v důsledku úbytku obyvatelstva po válkách a zabraná nepřátelům tchangské vlády byla rozparcelována na stejné příděly o 7,5 ha a rozdělována rolníkům v takzvaném systému stejných polí.
Li Jüan vládl až do roku 626, kdy byl sesazen svým synem Li Š’-minem, knížetem z Čchin. Li Š’-min byl úspěšný vojevůdce, který velel armádě od svých 18 let a byl známý efektivními útoky své kavalérie, vynikal také v boji s lukem a šípy, mečem a kopím. V květnu 621 porazil početnější armádu protisuejského rolnického povstalce Tou Ťien-teho (573–621) u Luo-jangu v bitvě u Chu-lao. Kvůli obavám z atentátu Li Š’-min začátkem července 626 zaútočil první a zabil dva ze svých bratrů: Li Jüan-ťiho a korunního prince Li Ťien-čchenga. Krátce poté jeho otec abdikoval v jeho prospěch a Li Š’-min nastoupil na trůn. Vládl tchangskému státu v letech 626–649. Je známý pod svým chrámovým jménem jako císař Tchaj-cung.

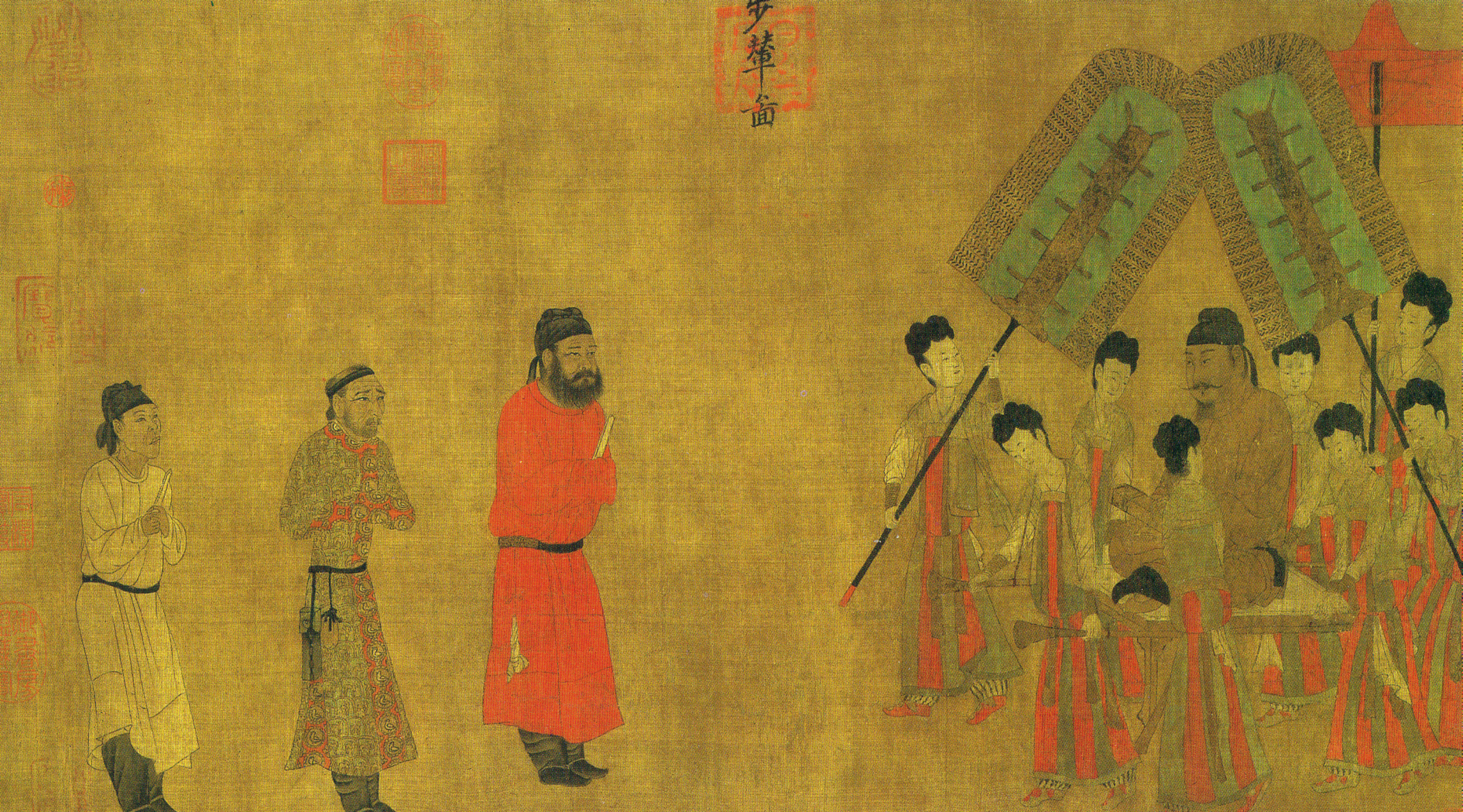
Císař Tchaj-cung (vládl 626–649) přijímá tibetského vyslance Gar Tongtsen Yülsunga; namaloval roku 641 Jen Li-pen (600–673)

Ačkoli zabití dvou bratrů a sesazení otce odporovalo konfuciánským hodnotám synovské oddanosti, Tchaj-cung se ukázal být schopným státníkem, který naslouchal radám nejmoudřejších členů své vlády. V roce 628 provedl buddhistickou pamětní bohoslužbu za oběti občanské války a v roce 629 postavil buddhistické kláštery na místech velkých bitev, aby se mniši mohli modlit za padlé z obou stran bojů. Vzápětí vedl úspěšnou válku proti Východoturkutskému kaganátu, který byl dobyt a zlikvidován poté, co byl jeho kagan Illig zajat tchangským generálem Li Ťingem (571–649), pozdějším kancléřem. S tímto vítězstvím Turkuti přijali Tchaj-cunga za svého vládce, kagana.

### Císařovna Wu

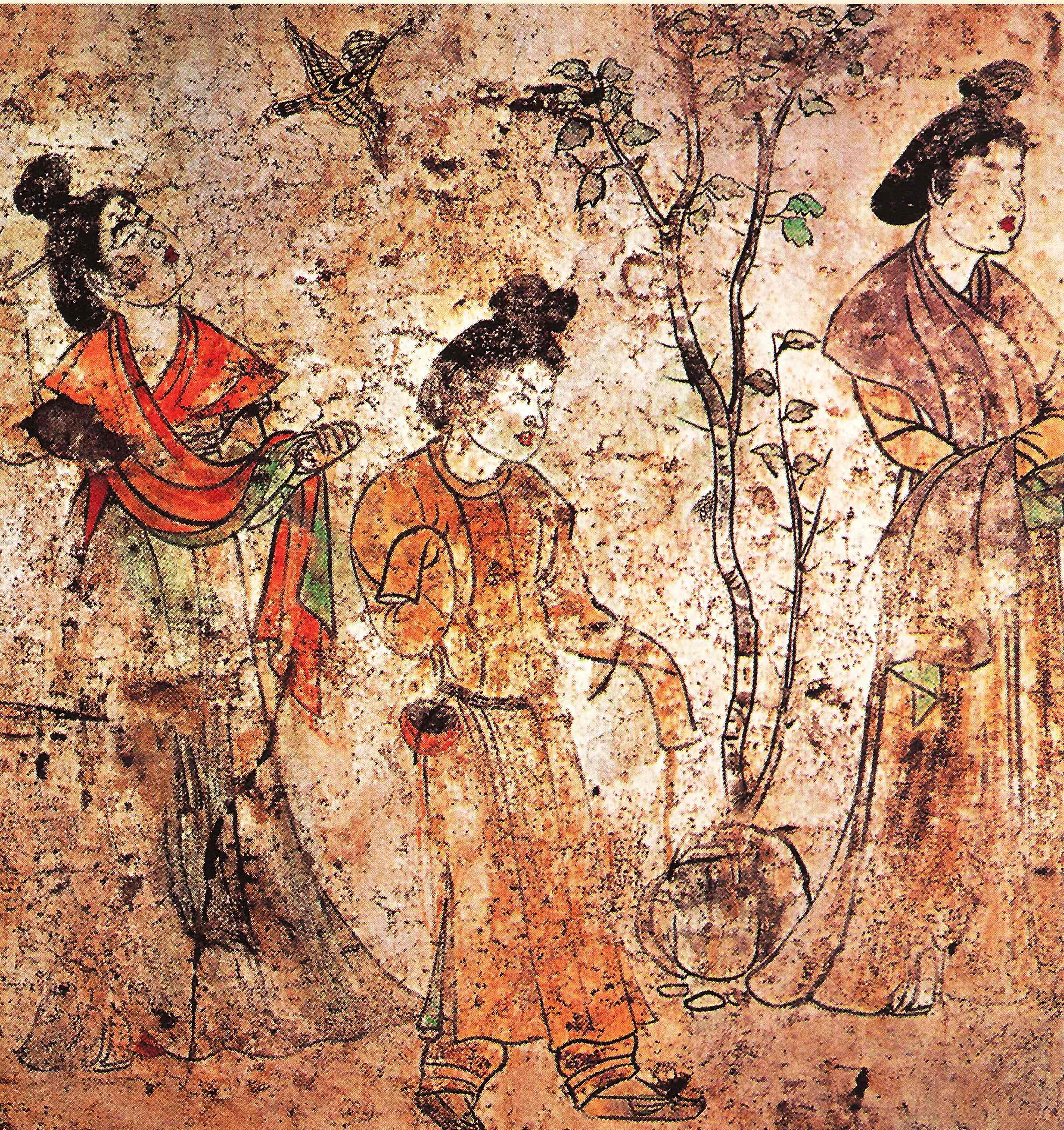
Palácové dámy na zahradě, nástěnná malba v hrobce prince Li Siena v mauzoleu Čchien-ling, kde byla roku 706 také pohřbena císařovna Wu

Wu Ce-tchien začala svou kariéru jako jedna z mnoha nízce postavených konkubín císaře Tchaj-cunga, později zaujala jeho syna a nástupce Kao-cunga (vládl 649–683) a stala se jeho císařovnou, v době manželovy nemoci (počínaje jeho mrtvicí roku 655) i faktickou vládkyní Číny.
Císař Kao-cung zemřel roku 683. Nastoupil po něm nejstarší přeživší syn Kao-cunga a Wu, Čung-cung. Mladý císař se snažil prosadit za kancléře otce své manželky, což vyvolalo odpor a po šesti týdnech na trůnu byl císařovnou Wu sesazen ve prospěch svého mladšího bratra, dvanáctiletého Žuej-cunga. To roku 684 vyprovokovalo vzpouru několika tchangských princů, kterou vládní armáda potlačila během dvou měsíců. Roku 690 Wu sesadila i Žuej-cunga a sama nastoupila na trůn jako císař nově vyhlášeného státu Čou. Žuej-cung se stal následníkem trůnu, a přijal příjmení Wu (武), místo otcovského Li (李). Wu Ce-tchien vládla následujících 15 let jako jediná žena-císař v dějinách Číny, než v únoru 705 palácový převrat vrátil Čung-cunga na císařský trůn a formálně obnovil tchangskou dynastii. Wu zanedlouho zemřela. Jejím pravděpodobně nejvýznamnějším odkazem bylo oslabení síly severozápadní aristokracie, umožňující lidem z jiných klanů a regionů Číny, aby zaujali významnější pozice v tchangské politice a vládě.

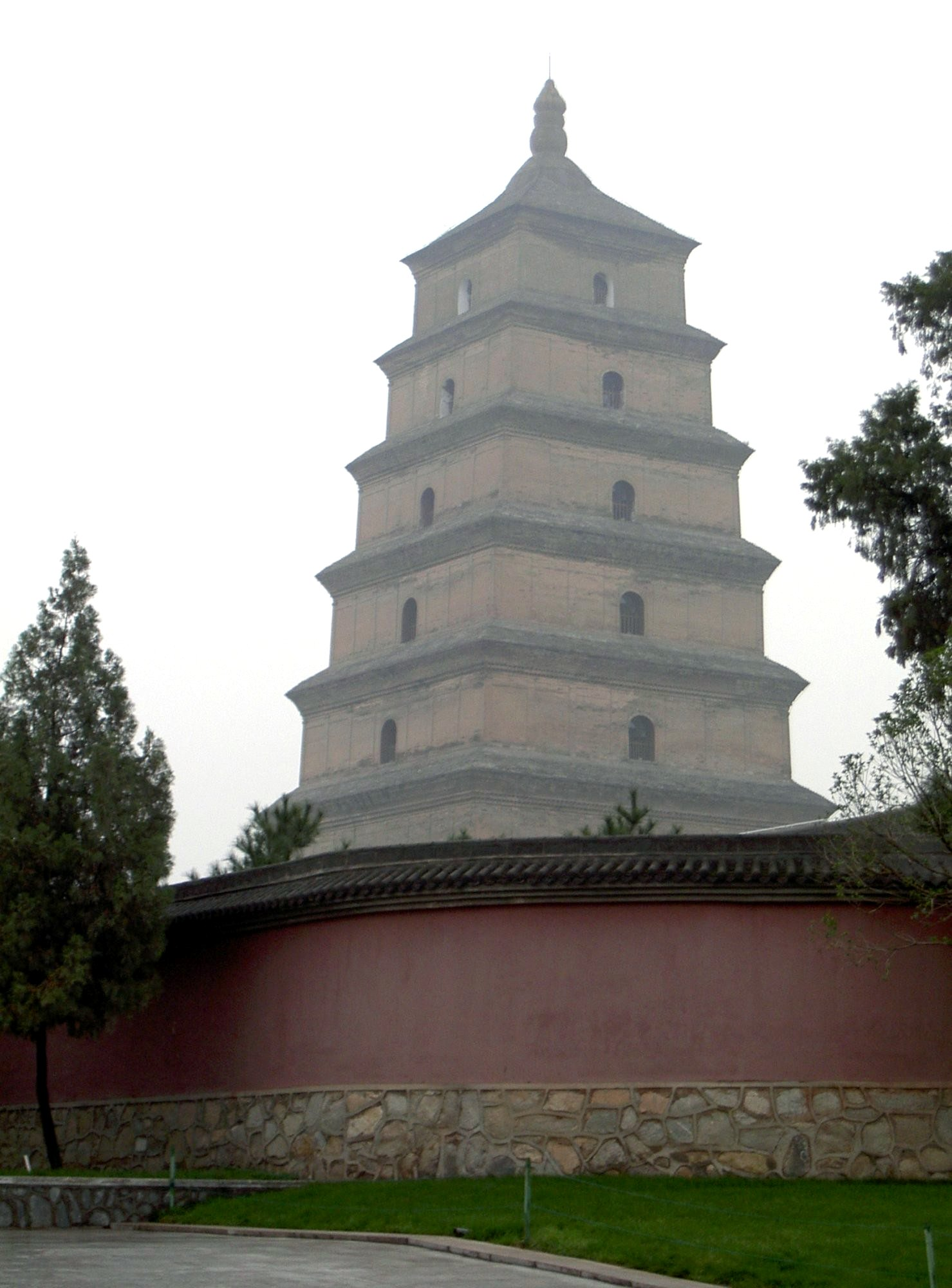
Velká pagoda divoké husy, Čchang-an (moderní Si-an) postavená roku 652, opravená za císařovny Wu roku 704.

Během a po panování císařovny Wu žilo v říši mnoho prominentních žen, včetně Šang-kuan Wan-er (664–710), básnířky, spisovatelky a důvěryhodné administrátorky pověřené císařovnou Wu vedením její soukromé kanceláře. V roce 706 manželka císaře Čung-cunga, císařovna Wej († 710), přesvědčila svého manžela, aby ve vládních úřadech zaměstnal svou sestru a její dcery, a v roce 709 ho požádala, aby ženám poskytl právo odkázat dědičné výsady svým synům (což dosud bylo pouze mužským právem). Císařovna Wej nakonec roku 710 Čung-cunga otrávila, načež na trůn dosadila svého patnáctiletého syna Li Čchung-maoa. O dva týdny později Žuej-cungův třetí syn Li Lung-ťi (pozdější císař Süan-cung) zorganizoval státní převrat, při němž císařovnu Wej zabil a zlikvidoval i její frakci. Poté na trůn dosadil Žuej-cunga (vládl 710–712). Stejně jako císaře Čung-cunga ovládala císařovna Wej, tak i Žuej-cunga ovládala jeho sestra princezna Tchaj-pching. To skončilo, když roku 712 neuspěl její pokus o převrat (nakonec se roku 713 oběsila) a císař Žuej-cung abdikoval ve prospěch Süan-cunga.

### Zlatý věk

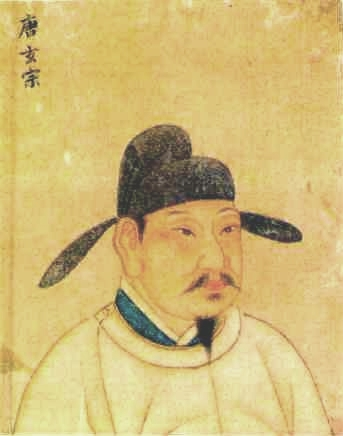
Císař Süan-cung (vládl 712–756)

Během čtyřiačtyřicetileté vlády Süan-cunga dosáhla říše Tchang vrcholu úspěchu, když nadešel zlatý věk s nízkou inflací a umírněným životním stylem císařského dvora. Jako progresivní a benevolentní vládce Süan-cung dokonce roku 747 zrušil trest smrti; již dříve musely být všechny popravy předem schváleny samotným císařem (bylo jich poměrně málo, například roku 730 pouze 24 případů). Süan-cung se nestavěl proti konsensu svých ministrů na politických rozhodnutích a dbal na vyvážené obsazování úřadů reprezentanty různých politických frakcí. Jeho věrný konfuciánský kancléř Čang Ťiou-ling (673–740) pracoval na snížení deflace a zvýšení peněžní zásoby tím, že prosazoval výrobu soukromých mincí, zatímco Čangův aristokratický a technokratický nástupce Li Lin-fu († 753) upřednostnil vládní monopol na odlévání mincí. Po roce 737 se Süan-cung ve zvýšené míře opíral o dlouholetého kancléře Li Lin-fua, který prosazoval agresivnější zahraniční politiku využívající nečínské generály. Tato politika nakonec vytvořila podmínky pro masivní vzpouru proti Süan-cungovi.

### Povstání An Lu-šana a úpadek říše ve druhé polovině 8. století n. l.

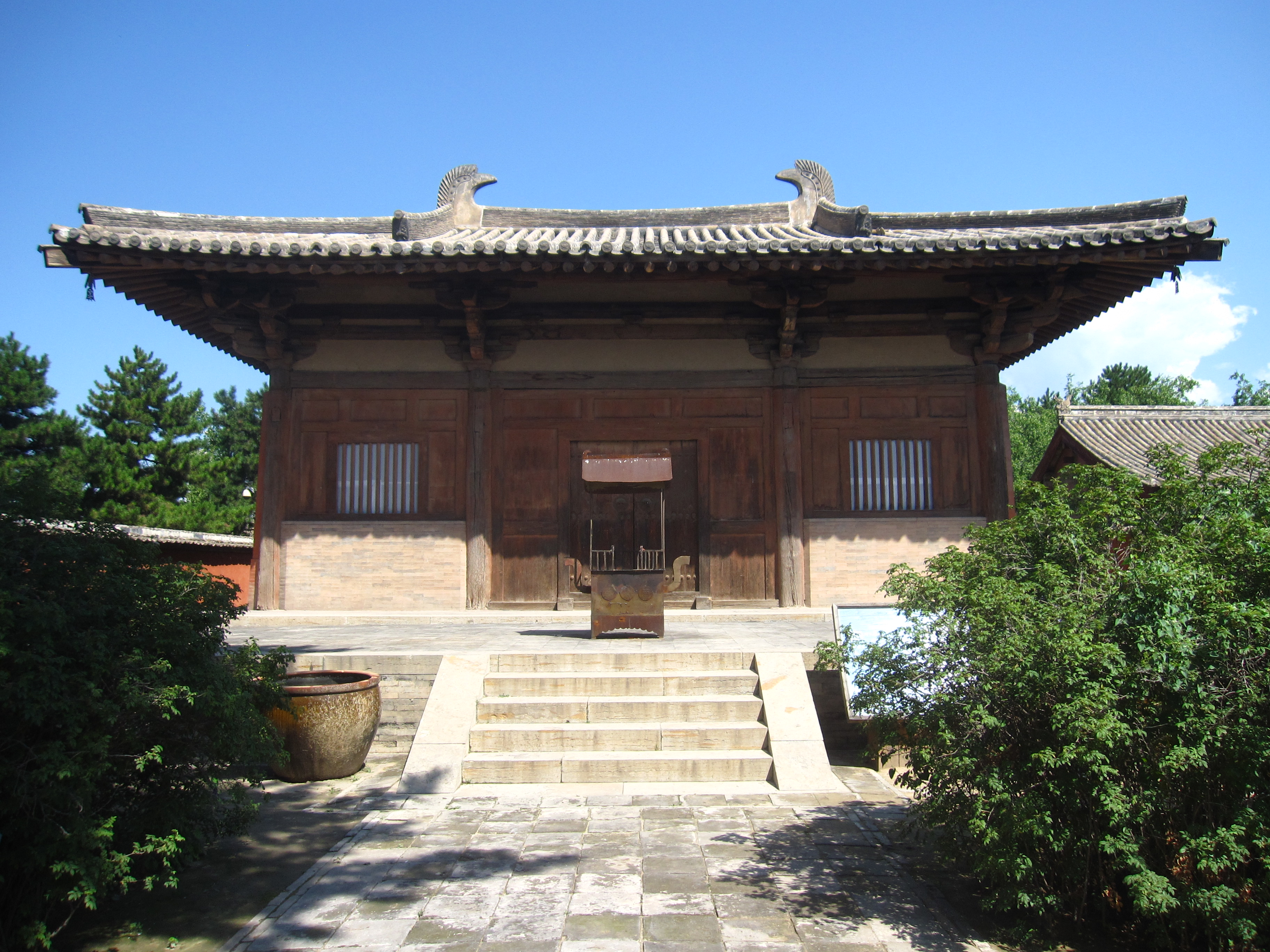
Chrám Nan-čchan na hoře Wu-tchaj-šan, postaven koncem 8. století

Tchangská říše byla na vrcholu moci až do poloviny 8. století, kdy An Lu-šanova vzpoura (755–763) zničila prosperitu státu. An Lu-šan byl zkušený generál sogdsko-turkického původu, který roku 744 porazil Kitany v Mandžusku, ale většina z jeho protikitanských tažení nebyla úspěšná. V Che-peji dostal rozsáhlé pravomoce, což mu umožnilo vzbouřit se s armádou o více než sto tisíc vojácích. Po dobytí vedlejšího hlavního města Luo-jangu se jmenoval císařem nového, ale krátce trvajícího státu Jen. Navzdory počátečním vítězstvím, které získal tchangský generál Kuo C’-i (697–781), nově zrekrutovaná vládní vojska nebyla pro tvrdé pohraniční veterány An Lu-šana žádným soupeřem, takže císařský dvůr utekl do Čchang-anu. Roku 756, zatímco následník trůnu shromažďoval vojáky v Šan-si a Süan-cung uprchl do S’-čchuanu, požádala tchangská vláda o pomoc ujgurský kaganát. Ujgurský kagan Mojančur byl žádostí nadšený, oženil čínského vyslance se svou dcerou, a následně obdržel čínskou princeznu jako svou nevěstu. Ujgurové pomohli Tchangům znovu získat hlavní město na povstalcích, ale odmítli odejít, dokud jim tchangské úřady neposkytly obrovskou odměnu v hedvábí. V potlačení An Lu-šanova povstání pomáhali Tchangům dokonce i Arabové z abbásovského chalífátu. Příležitosti plynoucí z oslabení tchangské říše využili Tibeťané a napadli mnoho oblastí pod čínskou kontrolou a dokonce i poté, co se v roce 842 tibetská říše rozpadla (a ujgurská brzy poté), tchangský stát neměl sílu na znovuzískání střední Asie. Ztráta tchangské moci byla tak významná, že ještě o půl století později byli kandidáti na úřednické zkoušky vyzváni, aby napsali esej o příčinách úpadku říše Tchang. Ačkoli An Lu-šan byl roku 757 zabit jedním ze svých eunuchů, boje s rebely pokračovaly, dokud nebyl povstalecký vůdce Š’ S’-ming roku 763 zabit svým vlastním synem.
Jednou z příčin, kvůli kterým tchangská vláda po roce 710 ztrácela sílu, byl postupný růst vlivu regionálních vojenských guvernérů ťie-tu-š’, kteří pomalu nahrazovali moc ústřední vlády. Po An Lu-šanově povstání se autonomní moc a autorita, nahromaděná chepejskými ťie-tu-š’, vymkla kontrole ústřední vlády. Po sérii vzpour v letech 781–784 v dnešních provinciích Che-pej, Šan-tung, Chu-pej a Che-nan tchangská vláda oficiálně uznala právo ťie-tu-š’ držet svůj úřad dědičně. Na těchto guvernérech a jejich armádách záviselo udržování veřejného pořádku a potlačování rolnických povstání. Na oplátku ústřední vláda uznala jejich práva na udržování armád, vybírání daní a dědičnou držbu úřadu. Během času vojenští guvernéři získali převahu nad civilními úředníky vybíranými pomocí zkoušek a stávali se samostatnějšími na ústřední moci. Dominance těchto mocných vojenských guvernérů trvala do roku 960, kdy nastoupila vláda říše Sung a prosadila nový řád s převahou civilních úřadů.
Paralelně opuštění systému stejných polí znamenalo, že lidé mohli volně kupovat a prodávat půdu. Mnoho chudých rolníků, kteří se dostali do dluhů, bylo nuceno prodat zemi boháčům, což vedlo k exponenciálnímu růstu majetku velkých pozemkových vlastníků. Po rozpadu systému přidělování pozemků po roce 755 v následujícím tisíciletí ústřední vlády čínských států jen málo zasahovaly do organizace zemědělství a omezily se pouze na výběr daní. Výjimku tvořilo pouze několik málo případů, jako sungské neúspěšné znárodnění pozemků ve 13. století, během války s Mongoly.

### Obnova

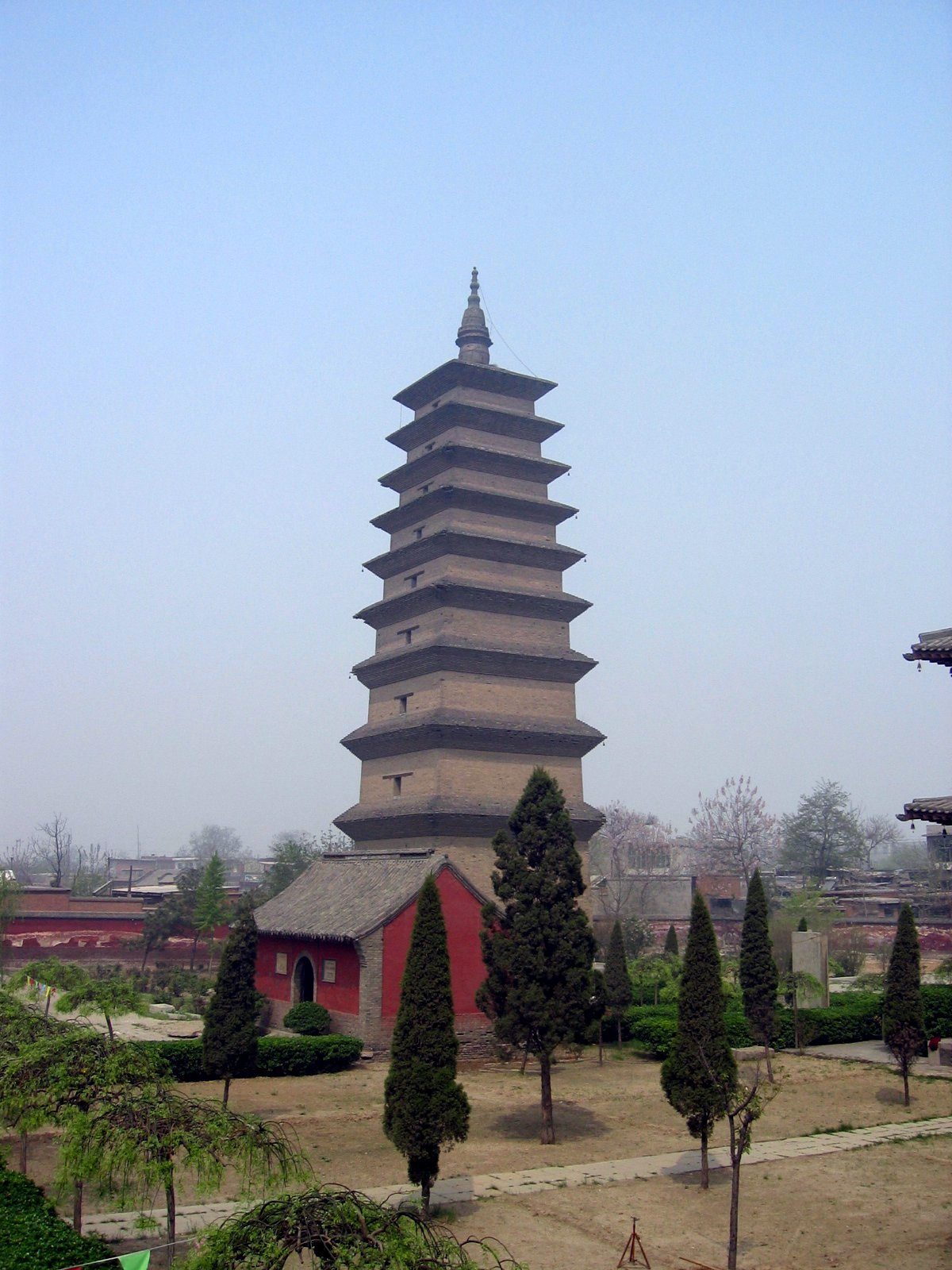
Pagoda Sü-mi, postavená roku 636

Ačkoli přírodní kalamity a povstání bránily ústřední vládě v činnosti a poškodily její reputaci, počátek 9. století je považován za období tchangské obnovy. Stáhnutí se vlády z bezprostředního řízení ekonomiky nezamýšleně vedlo k rozvoji obchodu, neboť se otevřelo více trhů s méně byrokratickými omezeními. Do roku 780 byla stará daň v zrnu a pracovní služba, přetrvávající ze 7. století, nahrazena pololetní daní placenou v hotovosti, což přineslo posun směrem k peněžní ekonomice, ještě posílený třídou obchodníků. Města na jihu, v ťiangnanském regionu, jako Jang-čou, Su-čou a Chang-čou, během pozdně tchangského období prosperovala a zažila ekonomický rozmach. Vládní monopol na výrobu soli, oslabený po povstáních An-Š’, vykonávala Solná komise, která se stala jednou z nejsilnějších státních agentur vedených schopnými ministry vybranými na základě své odbornosti. Komise zavedla praxi prodeje práv na nákup soli obchodníkům, kteří pak sůl přepravovali a prodávali na místních trzích. V roce 799 sůl přinášela více než polovinu vládních příjmů. Historik S. A. M. Adshead píše, že pozdně tchangská daň ze soli představovala „první případ, kdy nepřímá daň, spíše než daň vybírá z půdy nebo lidí, nebo zisk ze státních podniků nebo dolů, byla primárním zdrojem velkého státu“. Centrální vláda, dokonce i po poklesu její síly v polovině 8. století, byla i poté ještě schopna fungovat a rozsáhle ovlivňovat život lidí.

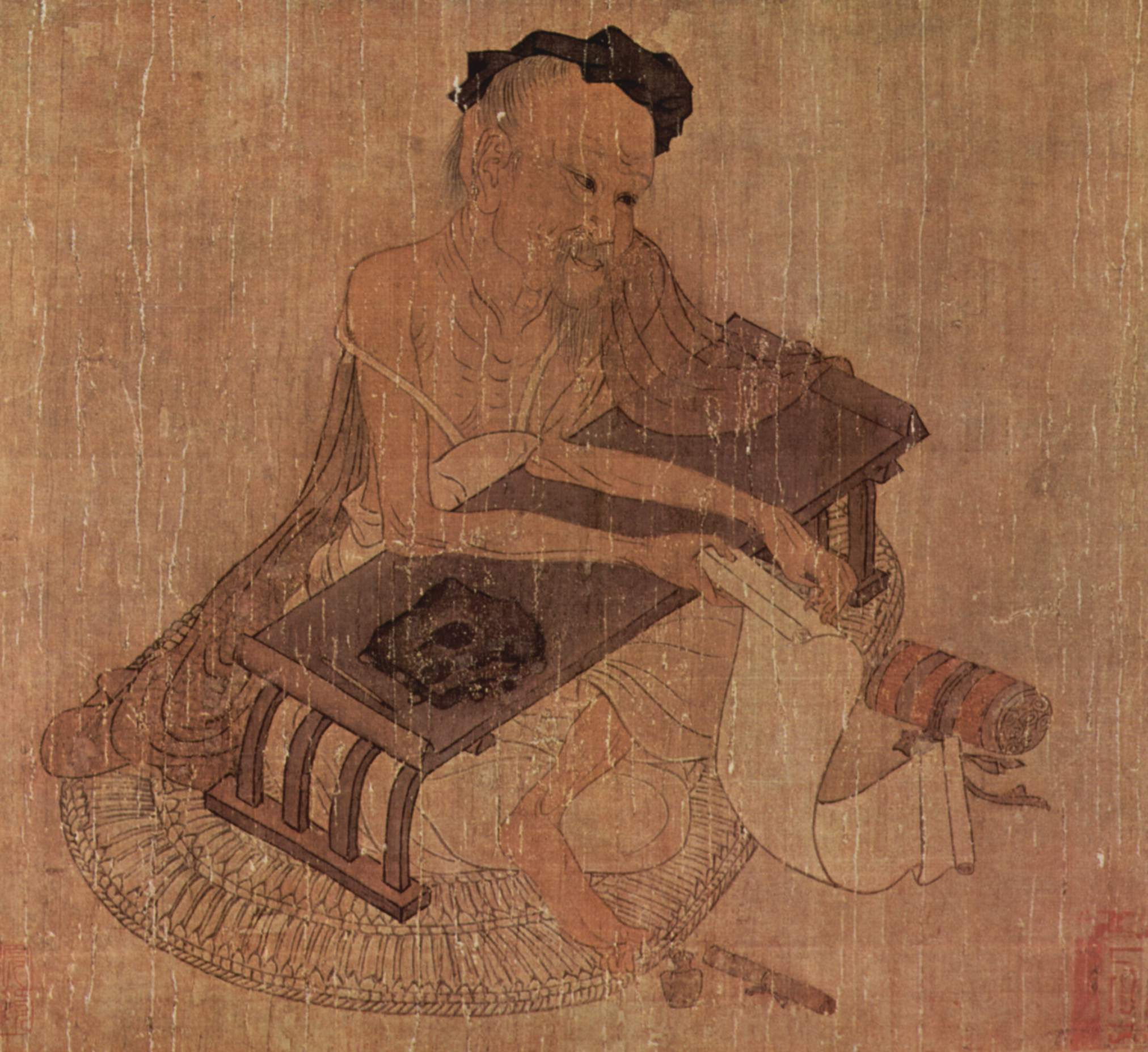
Portrét učence Fu Šenga, autorem je básník a malíř Wang Wej (701–761)

Posledním velkým ctižádostivým vládcem tchangské říše byl císař Sien-cung (vládl 805–820), jehož panování těžilo z fiskálních reforem sedmdesátých let 8. století, včetně výše zmíněného vládního solného monopolu. Měl také účinnou a dobře vycvičenou císařskou armádu rozmístěnou kolem hlavního města a vedenou eunuchy z císařského paláce; byla to takzvaná „armáda božské strategie“ o 240 000 vojácích, jak bylo zaznamenáno v roce 798. Mezi léty 806 a 819 Sien-cung uskutečnil sedm velkých vojenských kampaní do povstaleckých provincií a podmanil si všechny až na dvě. Za jeho vlády došlo k krátkému přerušení dědičného předávání úřadů ťie-tu-š’, protože jmenoval své vlastní oblastní velitele a do regionální byrokracie nabíral civilní úředníky. Nicméně jeho nástupci se ukázali být méně schopní a trávící více času lovem, hodováním a hraním venkovních sportů, zatímco učení úředníci paralyzovali administrativu frakčními spory a eunuchové hromadili vliv. Moc eunuchů se stala nezpochybnitelnou poté, co neuspělo spiknutí císaře Wen-cunga (vládl 826–840) proti nim; místo toho byli z rozkazu vedoucích eunuchů Wen-cungovi spojenci veřejně popraveni na Západním tržišti Čchang-anu.
Tchangům se však podařilo obnovit přinejmenším nepřímou kontrolu nad bývalými územími říše, i daleko na západě, a sice nad koridorem Che-si a Tun-chuangem v Kan-su. V roce 848 se v době občanské války v Tibetu podařilo podařilo čínskému generálovi Čang I-čchaovi (799–872) na Tibeťanech tento region vydobýt. Krátce poté císař Süan-cung (vládl 846-859) uznal Čanga za ochránce (防禦使, fang-jü-š’) prefektury Ša a guvernéra ťie-tu-š’ nového okruhu Kuej-i.

### Konec
S rozpadem autority centrální vlády bylo roku 845 zaznamenáno, že bandité a říční piráti ve skupinkách o sto a více lidech začali plenit vsi a města podél řeky Jang-c’-ťiang. V roce 858 rozsáhlé povodně podél Velkého kanálu zaplavily obrovské plochy půdy Severočínské nížiny, přičemž se utopily desítky tisíc lidí. Nástup přírodních katastrof přesvědčil mnohé Číňany, že Nebesa jsou nespokojena, rod Li ztratil své právo vládnout a začala se vytrácet jejich víra v mandát Nebes nyní skomírající dynastie Tchang. V roce 873 katastrofální sklizeň otřásla základy říše; v některých oblastech se sklidila jen polovina obvyklého množství potravin a desítky tisíc lidí čelily hladu. V předešlém období byla ústřední vláda schopná čelit krizovým sklizním, například v letech 714–719 bylo zaznamenáno, že tchangská vláda účinně zareagovala na přírodní katastrofy rozšířením systému státních sýpek, disponujících rezervami obilí pro případ neúrody, po celé zemi. Centrální vláda pak dokázala shromáždit velký přebytek potravin, a mohla odvrátit nebezpečí hladomoru, i zvýšit zemědělskou produkci prostřednictvím rekultivace půdy. V 9. století však tchangská vláda byla téměř bezmocná při řešení jakékoliv kalamity.
Kromě přírodních katastrof a ťie-tu-š’ soustřeďujících ve svých rukách regionální moc, povstání Chuang Čchaoa (874–884) vedlo k vyplenění jak Čchang-anu, tak Luo-jangu. Trvalo celé desetiletí, než bylo potlačeno. I když bylo tchangskými silami poraženo, režim se z této zásadní rány nikdy nevzpamatoval. V posledních letech existence tchangské říše tak velké skupiny banditů, velikosti malých armád, pustošily krajinu, další pašovali nelegální sůl, přepadali obchodníky a karavany a někdy i dokonce obléhali opevněná města.
Jistý Ču Wen, původně pašerák soli, který sloužil u Chuang Čchaoa, se během bojů vzdal tchangským silám a za pomoc při porážce povstalců si vysloužil rychlý postup v hodnostech. Roku 907 dynastie Tchang skončila, když Ču Wen, nyní vojenský guvernér, svrhl posledního tchangského císaře Aj-tiho a na trůn nastoupil sám: znám je pod svým posmrtným jménem jako císař Tchaj-cu. Svůj stát pojmenoval Liang (pro odlišení od stejnojmenné starší říše je obecně zvaný Pozdní Liang) čímž započalo období Pěti dynastií a deseti říší.

## Správa a politika

### Počáteční reformy

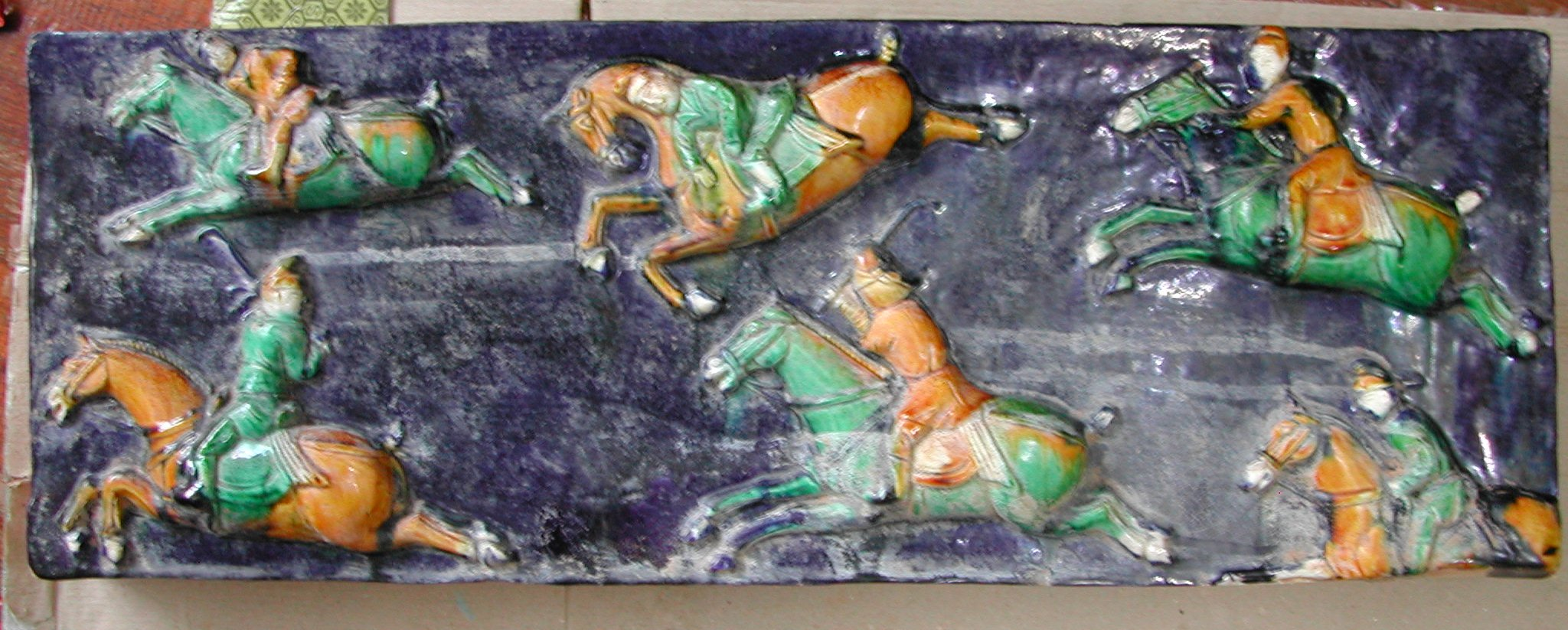
Tchangská destička zobrazující hráče póla, tříbarevná reliéfní glazura san-cchaj

Tchaj-cung se rozhodl vyřešit vnitřní problémy vlády, které neustále sužovaly minulé dynastie. S přihlédnutím k zákoníku říše Suej vydal nový Tchangský zákoník, který se stal vzorem i pro následující čínské státy, stejně jako pro Vietnam, Koreu a Japonsko. Nejstarší dochovaná verze zákoníku pochází z roku 653, obsahoval 500 článků, které specifikovaly různé zločiny a tresty od deseti ran lehkou holí, až po sto ran těžkou holí, exil, nucené práce nebo popravu.
Právní řád jasně rozlišoval různé úrovně výše trestů v závislosti na postavení provinilce ve společenské a politické hierarchii. Například výše trestu byla odlišná, když služebník nebo synovec zabil mistra nebo strýce, než když pán nebo strýc zabil služebníka nebo synovce.
Tchangský právní kodex byl vesměs převzat do pozdějších zákoníků, jako byl například Mingský zákoník z roku 1397, avšak v pozdějších dobách došlo k několika revizím, například v říši Sung (960–1279) došlo ke zlepšení vlastnických práv žen.
Na vrcholu tchangské administrativy stály tři kanceláře šeng, které byly povinny vypracovávat, přezkoumávat a provádět politiku. Sekcemi jedné z nich bylo šest odborných ministerstev pu, která realizovala politická rozhodnutí. Šest ministerstev se staralo o otázky personální, daní, obřadů, vojenství, trestů a veřejných prací – administrativní model, který trval až do začátku 20. století.

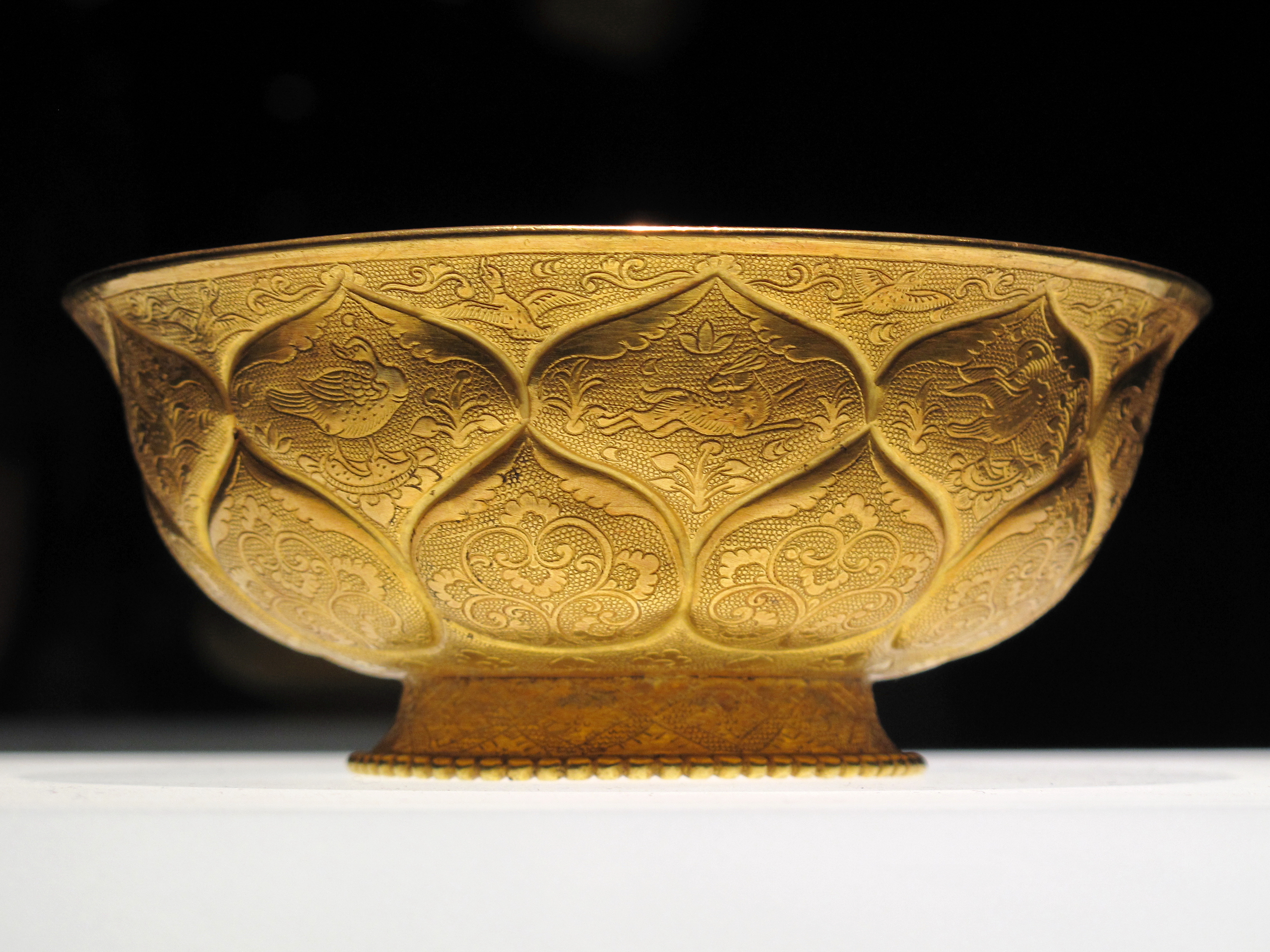
Tchangská pozlacená miska s motivy lotosů a zvířat

Ačkoli rétorika zakladatelů tchangské říše si jako vzor brala slávu dřívější říše Chan (3. století př. n. l. – 3. století n. l.), základem organizace tchangské administrativy byl model správy bezprostředně předcházejících Severních a jižních dynastií. Systém fu-ping vojenských rolníků střídavě obdělávajících půdu a sloužících v armádě – v posádce hlavního města a na hranicích byl převzat od říše Severní Čou (6. století). Systém stejných polí byl s menšími úpravami převzat od říše Severní Wej (4. – 6. století).
Přestože centrální a místní úřady vedly obrovské množství záznamů o pozemkovém vlastnictví za účelem stanovení daní, stalo se v tchangské Číně běžnou praxí gramotných a bohatých lidi sepisování vlastních soukromých dokumentů a smluv. S podepsanými smlouvami a svědky pak mohli (v případě potřeby) prokázat u soudu, že jejich nárok na majetek je legitimní. Tyto praktiky existovaly od chanských dob, nicméně smluvní jazyk se v tchangském období stal častějším a rozšířil se do čínské literární kultury pozdnějších staletí.
Středem tchangské politické moci bylo hlavní město říše – Čchang-an (moderní Si-an), kde císař sídlil ve velkých palácových čtvrtích a bavil politické představitele hudbou, sporty, kousky akrobatů, poezií, malbami a divadlem. Metropole byla plná neuvěřitelného bohatství a zdrojů. Když čínští vládní úředníci cestovali do hlavního města v roce 643, aby podali výroční zprávu o záležitostech ve svých okresech, císař Tchaj-cung zjistil, že mnozí neměli přiměřené ubytování a pronajímali si pokoje od obchodníků. Proto nařídil vládním stavebním agenturám postavit vlastní soukromé sídlo pro každého úředníka z regionů služebně pobývajícího v hlavním městě.

### Úřednické zkoušky

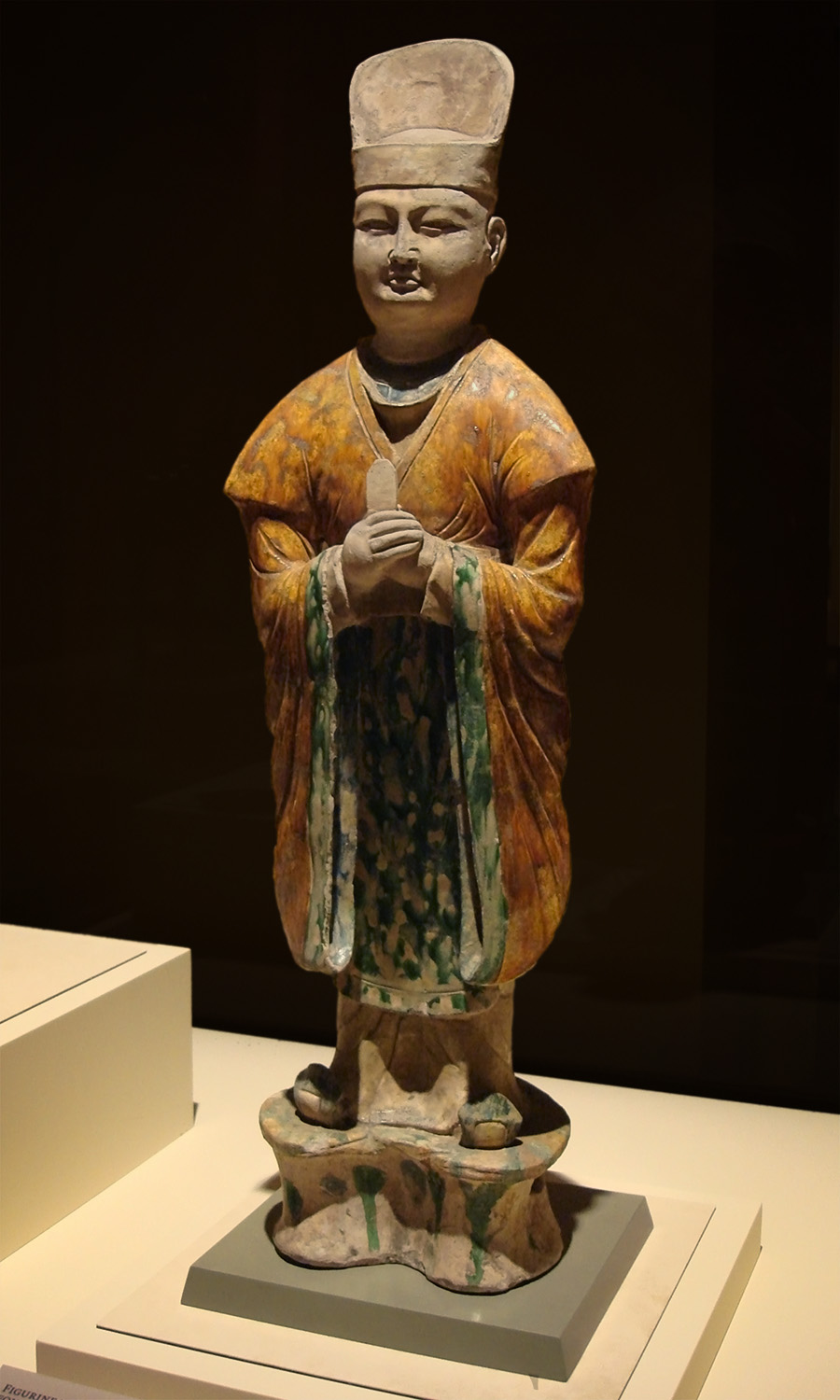
Tchangská soška úředníka připraveného k audienci, keramika s tříbarevnou glazurou san-cchaj

Studenti konfuciánství byli potenciálními kandidáty na úřednické zkoušky, jejichž absolventi mohli být jmenováni státními úředníky v místní, regionální a ústřední administrativě. Složit mohli dva typy zkoušek, ming-ťing a ťin-š’. První byla založena na konfuciánských klasicích a testovala znalosti studenta o širokém spektru textů. Druhá ověřovala literární schopnosti studentů v písemných odpovědích na otázky týkající se záležitostí správy a politiky a jejich umění ve skládání poezie. Kandidáti byli také posuzováni na základě svých dovedností v oblasti rétoriky, vzhledu, a kaligrafie; což byla subjektivní kritéria, umožňující bohatým získat převahu nad kandidáty ze skromnějších poměrů, kteří neměli prostředky na vzdělání v rétorice nebo vypilování kaligrafie. V důsledku toho nepřiměřené množství civilních úředníků pocházelo z aristokratických rodin. Zkoušky byly otevřeny všem mužům, jejichž otcové nebyli řemeslníky nebo obchodníky, bohatství nebo aristokratický status nebyly podmínkou pro získání doporučení. Aby se podpořilo rozšíření konfuciánského vzdělání, tchangská vláda založila státní školy a vydala standardní verze pěti klasických knih s vybranými komentáři.
Konkurenční výběrové řízení bylo navrženo tak, aby pro státní službu získalo ty nejlepší talenty. Ale možná ještě větší zájem tchangských panovníků spočíval ve vytvoření vrstvy kariérních úředníků, kteří by neměli autonomní územní ani funkční mocenskou základnu. Tchangští vládci si totiž uvědomovali, že císařova závislost na silných aristokratických rodinách a válečnících by měla destabilizující důsledky. Tchangský zákoník zakotvil rovné dělení majetku mezi legitimní dědice, což vneslo do společnosti prvek sociální mobility a zabránilo rodinám mocných vládních hodnostářů ve stabilizaci rodového pozemkového vlastnictví prostřednictvím primogenitury. Jak se ukázalo, tito učení úředníci získali elitní status ve svých místních komunitách a v rodinných vztazích, přičemž sdíleli konfuciánské hodnoty, které je spojovaly s císařským dvorem. Od tchangské doby až do konce čchingského státu v roce 1912 učení úředníci často fungovali jako prostředníci mezi místními komunitami a vládou. Potenciál rozsáhlého zkouškového systému se však plně uskutečnil až v sungském období, kdy se úředníci zbavili svých aristokratických zvyků a definovali svůj sociální status skrze úspěchy u zkoušek a na zásluhách založenému postupu v úřední hierarchii. Historička Patricia Ebrey uvádí o sungských učených úřednících:
| „ | Zkušební systém,v suejském a tchangském období používaný pouze v malém měřítku, hrál hlavní roli při utváření této nové elity. První sungští císaři, kteří se soustředili především na obranu před dominancí generálů ve vládě, za tímto účelem výrazně rozšířili státní úřednické zkoušky a státní školní systém. | “ |

Právě říše Suej a Tchang institucionalizovaly a položily základy systému státní správy a nové elitní třídy učených úředníků vybíraných v úřednických zkouškách.

### Náboženství a politika

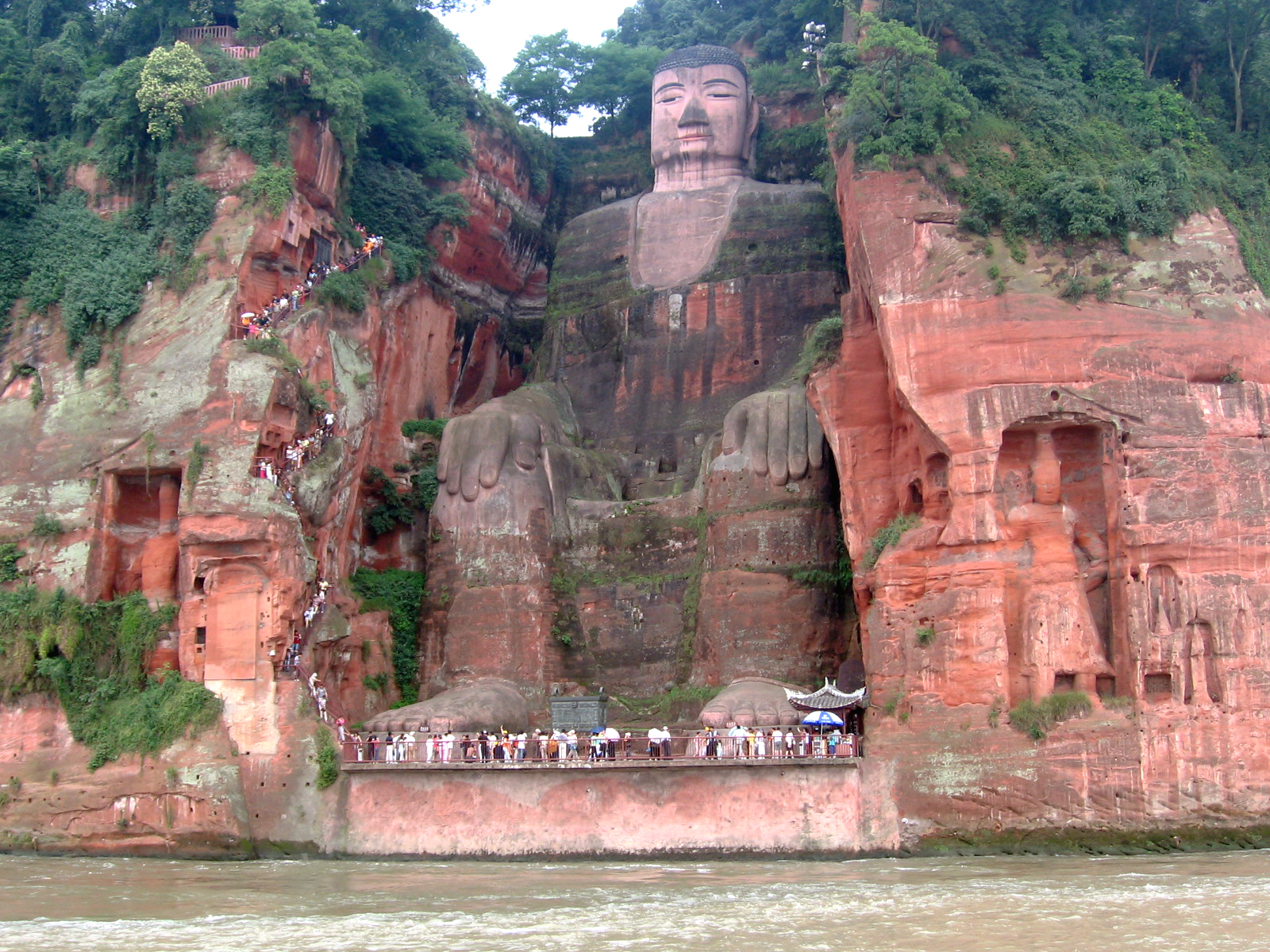
Lešanský Buddha, 71 metrů vysoká socha, stavba počata roku 713, dokončena roku 803

Náboženství hrálo roli v tchangské politice od počátku. V boji o moc Li Jüan získával podporu tvrzením, že je potomkem taoistického mudrce Lao-c’a (6. století př. n. l.). Zájemci o úřední místa žádali buddhistické mnichy o veřejné modlitby, za což se mnichům dostávalo peněžní odměny nebo darů, pokud byly modlitby úspěšné a dotyční byli jmenováni. Před pronásledováním buddhismu v 9. století byly buddhismus i taoismus akceptovanými vírami a císař Süan-cung (vládl 712–756) pozval ke dvoru mnichy a duchovní obou náboženství. Současně Süan-cung vyvýšil Lao-c’a udělením vysokých titulů, napsal komentář o jeho dílu, založil školu, která připravovala kandidáty na zkoušky z taoistických textů a roku 726 povolal indického mnicha Vadžrabodhiho (671–741) k provedení obřadů, které měly odvrátit sucho. V roce 742 císař Süan-cung osobně držel kadidelnici během ceremonie vedené Amoghavadžrou (705–774, patriarcha školy Šingon) recitujícím „mystická zaklínadla k zajištění vítězství tchangských vojsk“.
Zatímco náboženství hrálo roli v politice, politika hrála roli v náboženství. V roce 714 císař Süan-cung zakázal obchodům a prodejcům v Čchang-anu prodávat buddhistické sútry, místo toho dal monopol na distribuci súter mezi laiky buddhistickým klášterům. V předchozím roce 713 Süan-cung zrušil vysoce lukrativní „Nevyčerpatelnou pokladnu“ prominentního buddhistického kláštera v Čchang-anu. Tento klášter shromažďoval obrovské množství peněz, hedvábí a pokladů, a to prostřednictvím množství darů-pokání anonymních lidí. Ačkoli klášter byl štědrý v rozdávání darů, císař zrušil jeho pokladnu z důvodu podvodných bankovních praktik, shromáždil jeho bohatství a rozdělil je různým jiným buddhistickým klášterům a taoistickým opatstvím a opravil z něj sochy, budovy a mosty ve městě.

### Daně a cenzy

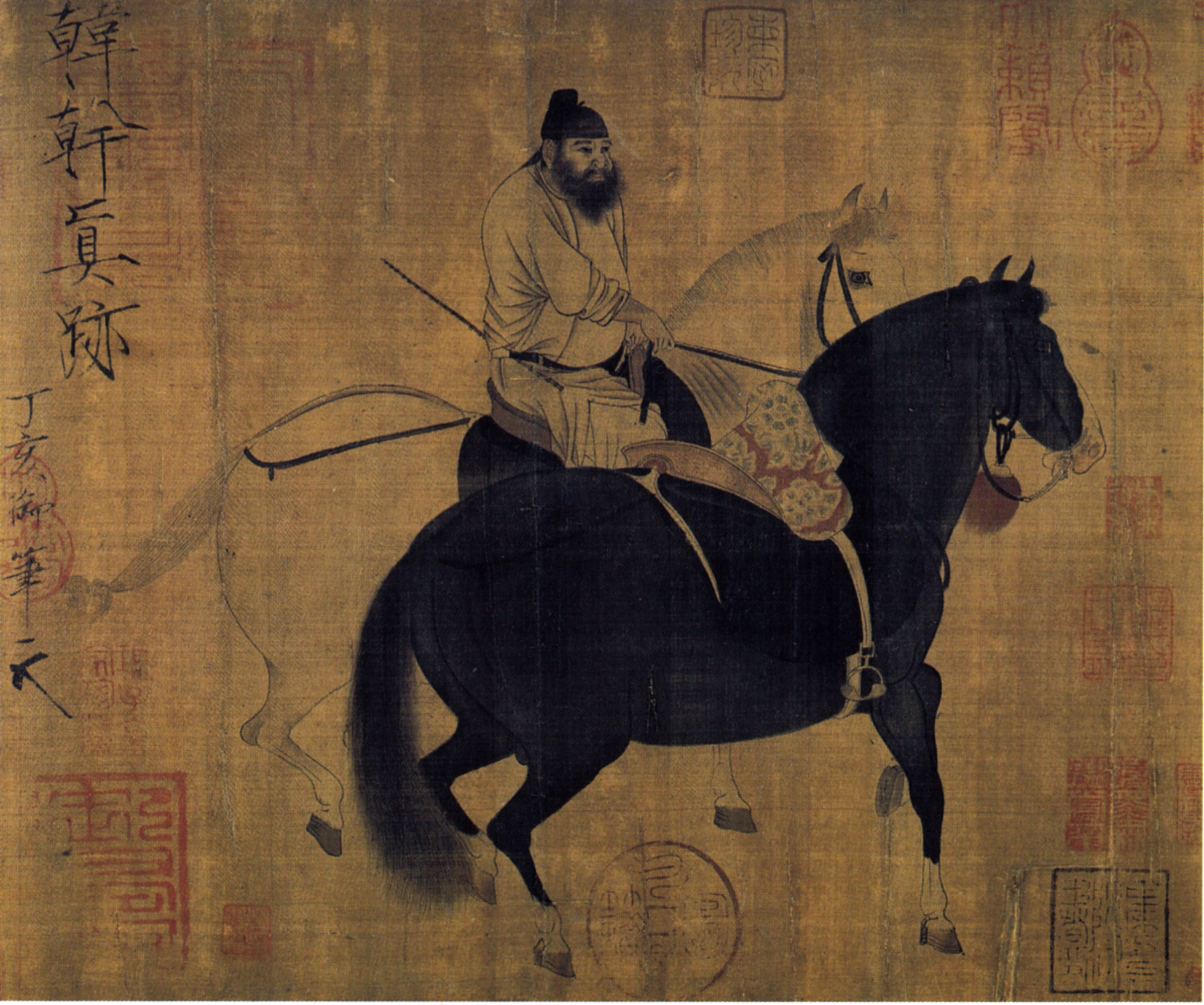
Muž na koni, dvorský malíř Chan Kan (706–783)

Tchangská vláda se pokoušela provést přesné sčítání populace, především kvůli efektivnímu zdanění a vojenským odvodům pro každý region. Rané tchangské vlády stanovily jak daň v zrnu, tak daň v látkách relativně nízké. Cílem bylo povzbudit domácnosti k tomu, aby se zapsaly do daňového systému místo vyhýbání se evidenci, čímž umožnili vládě získat co nejpřesnější údaje. Při ještě suejském sčítání obyvatelstva roku 609 bylo napočítáno 9 milionů domácností, neboli asi 50 milionů lidí. Tchangské sčítání roku 742 mělo za výsledek opět velikost populace Číny přibližně 50 milionů lidí. Patricia Ebrey píše, že i když se poměrně značný počet lidí vyhnul registračnímu procesu, velikost populace během tchangského období se významně nezvýšila od dřívějších chanských dob (sčítání roku 2, které zaznamenalo zhruba 58 milionů obyvatel v Číně). S. A. M. Adshead nesouhlasí a odhaduje, že roku 750 žilo v tchangském státě asi 75 milionů lidí.
Ve sčítání z roku 754 bylo v celé říši 1859 měst, 321 prefektur a krajů a 1538 okresů. Přestože v říši Tchang existovalo mnoho velkých a prominentních měst, ve venkovských a agrárních oblastech žilo kolem 80 až 90 % obyvatel. Probíhal také dramatický migrační posun obyvatelstva ze severní do jižní Číny; zatímco na počátku tchangského období na severu žilo 75 % celkové populace, koncem tchangské éry to bylo pouze 50 %.
Velikost čínského obyvatelstva se dramaticky nezvýšila až do doby říše Sung, kdy se populace zdvojnásobila na 100 milionů lidí kvůli rozsáhlé kultivaci rýže ve střední a jižní Číně, doprovázené vyššími výnosy, které umožnily rolníkům přebytky poskytnout rostoucímu trhu.

## Vojenství a zahraniční politika

### Protektoráty a tributární závislé státy

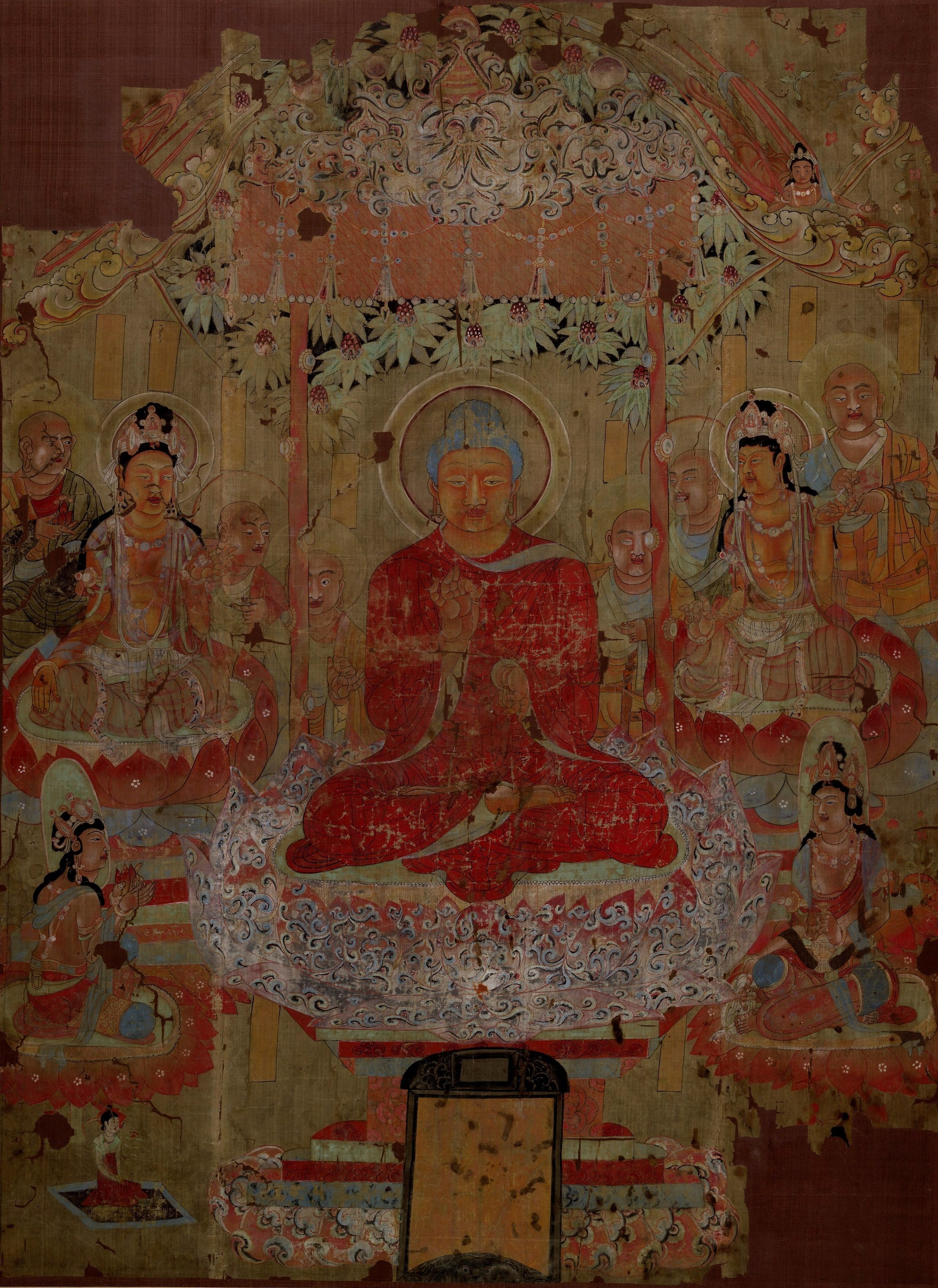
Hedvábný svitek z 8. století z Tun-chuangu, ukazující rajskou zemi Amitábhy

Sedmé a první polovina osmého století je obecně považována za období, ve kterém říše Tchang dosáhla zenitu své moci. V tomto období se tchangská kontrola rozšířila dále na západ než za jakékoli předchozí čínské dynastie; tchangské hranice se táhly od severního Vietnamu na jihu, přes sever Kašmíru, hranici s Persií na západě, až k severní Koreji na severovýchodě.
Mezi království přinášející tribut tchangské říši, patřil Kašmír, Nepál, Chotan, Kuča, Kašgar, Korea, Čampa a státy mezi Amudarjou a Syrdarjou. Turkičtí kočovníci se podřídili tchangskému císaři jako Nebeskému kaganovi. Po porážce západních Turkutů vedených chánem Šabolüem († 658) tchangskou armádou v čele s Su Ting-fangem (591–667) roku 657 v Sedmiříčí císař Kao-cung založil v Západním kraji (Sin-ťiangu a střední Asii) několik protektorátů, čímž rozšířil čínskou sféru vlivu až k Herátu v západním Afghánistánu. Správci protektorátů dostali velkou autonomii při řešení místních záležitostí, aniž by museli čekat na potvrzení rozhodnutí z ústředí. Po vládě Süan-cunga dostali vojenští guvernéři ťie-tu-š’ obrovskou moc, včetně práva držet si vlastní armádu, vybírat daně a předávat své tituly dědičně. Toto je běžně uznáváno jako počátek pádu ústřední tchangské vlády.

### Vojáci a odvody

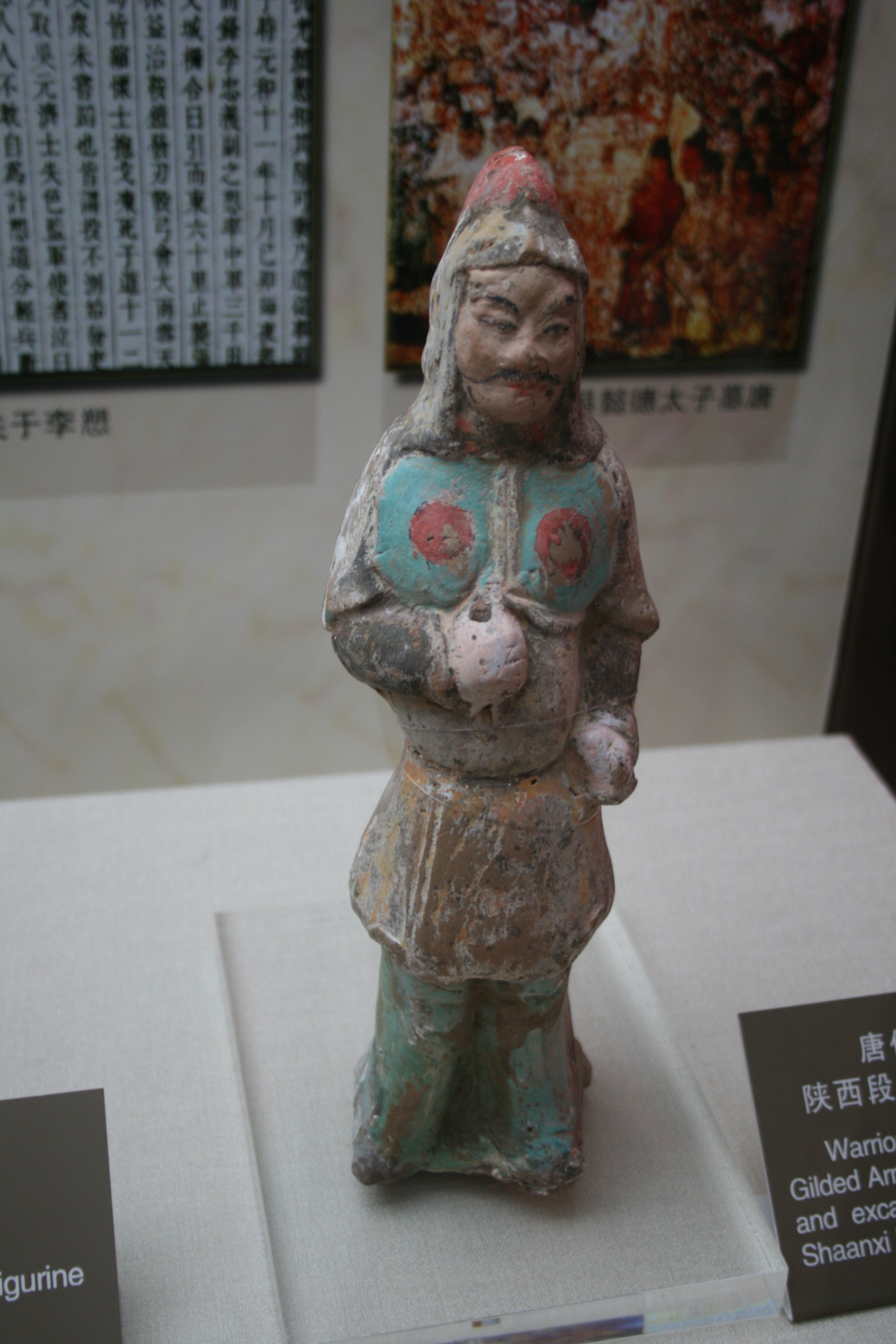
Tchangská soška vojáka, Vojenské muzeum v Šen-si

Do roku 737 císař Süan-cung zrušil systém odvodů vojenských rolníků, nahrazovaných každé tři roky, a nahradil je dlouhodobě sloužícími profesionálními vojáky, kteří byli v boji účinnější a efektivnější. Bylo to také ekonomičtější, protože výcvik nových vojáků a jejich vyslání na hranice každé tři roky vyčerpával státní finance. Koncem sedmého století začaly vojenské jednotky fu-ping opouštět vojenskou službu a pole přidělená jim v systému stejných polí. V regionech, kde se populace rozrostla a bohatí skoupili většinu pozemků předpokládaná rozloha (100 mu) pozemků přidělovaná každé rodině ve skutečnosti klesala. Rolníci, kteří přišli o půdu a tuláci byli pak najímáni do vojenské služby s výhodami jak osvobození od daní a povinné pracovní služby, tak i přídělů zemědělské půdy a obydlí pro závislé osoby, které doprovázely vojáky na hranici. Do roku 742 se počet vojáků v tchangské armádě zvýšil na zhruba 500 000 mužů.

### Turkické a západní regiony

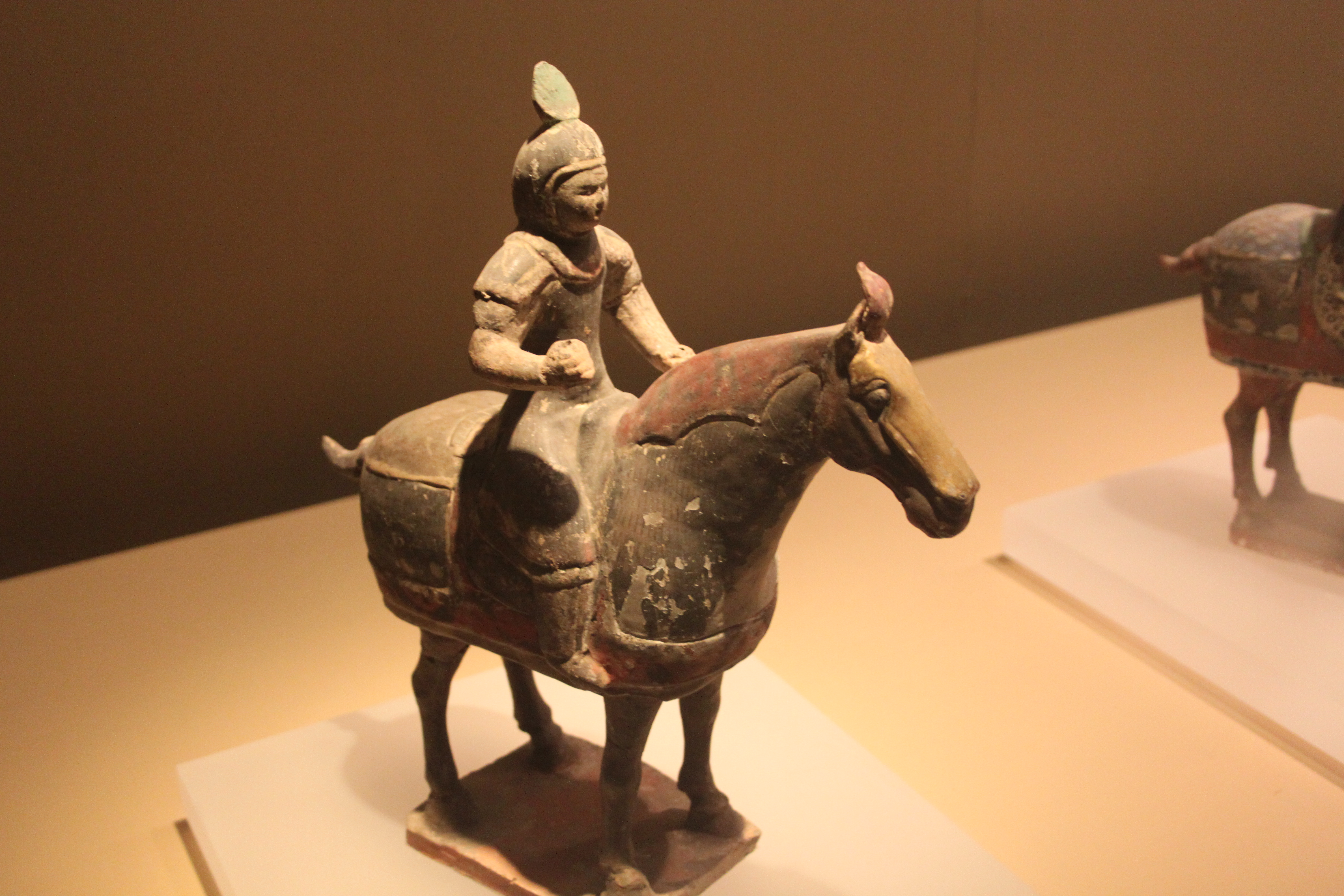
Tchangská figurka vojáka na koni, Provinční muzeum v Šen-si, Si-an

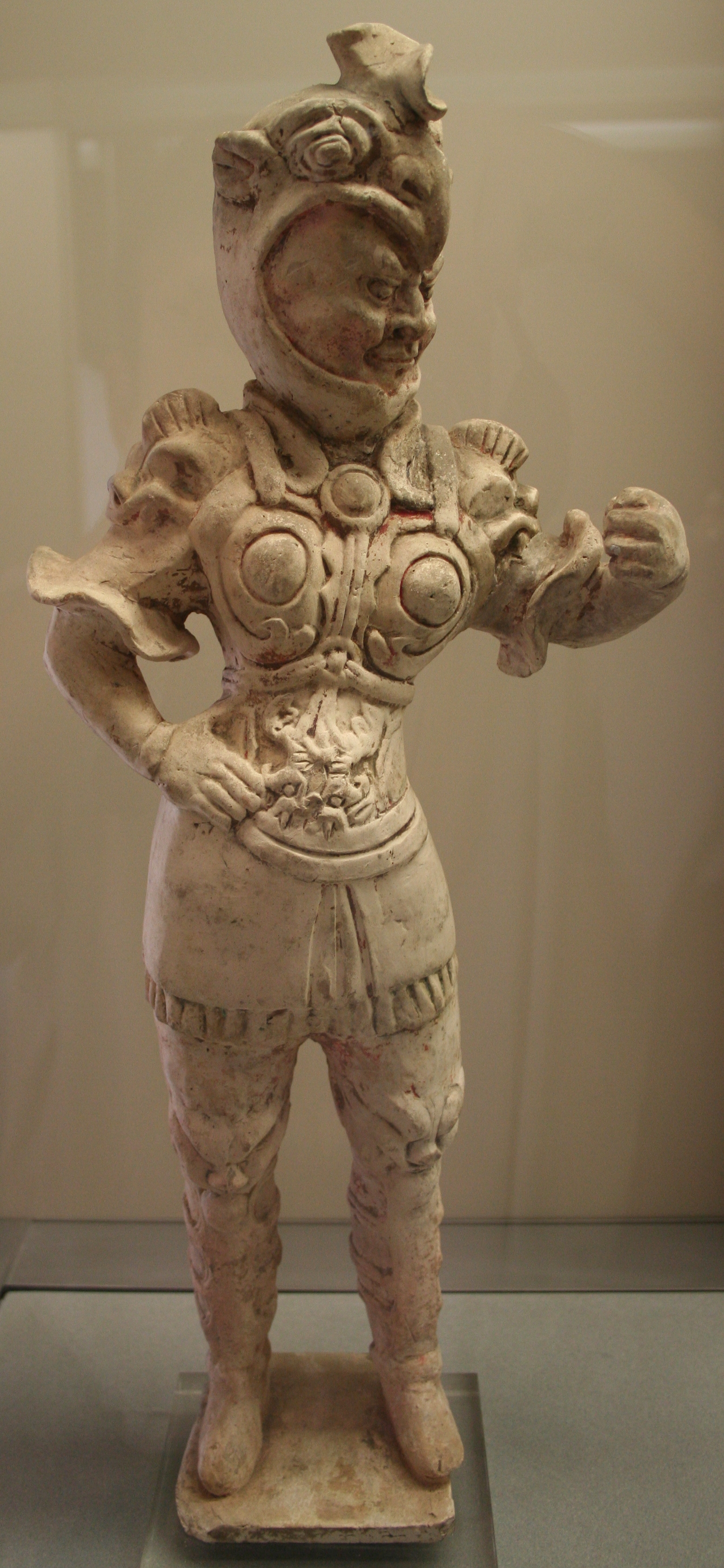
Strážce hrobky (wu-š’-jung), terakotová soška z počátku 8. století

Říše Suej a Tchang uskutečnily velmi úspěšné vojenské kampaně proti stepním nomádům. Čínská zahraniční politika na severu a na západě se musela zabývat turkickými kočovníky, kteří se stali dominantní etnickou skupinou ve střední Asii. Aby Suejové zvládli jakékoli hrozby, které představovali Turkuti, opravili opevnění a přijali jejich obchodní a tributní mise. V letech 597, 599, 614 a 617 uzavřeli manželské svazky s turkutskými náčelníky, když k nim poslali princezny z císařského rodu. Suejové vyvolávali rozbroje a konflikty mezi etnickými skupinami ve stepi, aby Turkuty oslabili. Již v době dynastie Suej se turkičtí vojáci stali významnou vojenskou silou používanou Číňany. Když Kitané začali v roce 605 napadat severovýchodní Čínu, čínský generál proti nim vedl 20 000 Turkutů, kteří si za odměnu rozdělili kitanská hospodářská zvířata a ženy. Při dvou příležitostech mezi lety 635 a 636 byla tchangská princezna vdaná za turkutského žoldáka nebo generála v tchangských službách. Od počátku tchangského období do konce roku 755 sloužilo v tchangské armádě přibližně deset turkických generálů. Zatímco většinu tchangské armády tvořili čínští bojovníci systému fu-ping, většina vojsk vedených turkickými generály byla tvořena vojáky nečínského původu a zpravila bojovala na západní hranici, kde bylo málo vojáků fu-ping. Někteří „turkičtí“ vojáci však fakticky byli nomadizovaní Číňané, kteří se vzdálili čínské kultuře.
Občanská válka v Číně z větší části skončila roku 626, poslední boje trvaly do porážky čínského vojevůdce Liang Š’-tua v Ordosu v roce 628; po vyřešení vnitřních konfliktů začal tchangský útok proti Turkutům. V roce 630 zaútočily tchangské armády v oblasti Ordosu, moderní provincie Vnitřní Mongolsko a jižním Mongolsku a dobyli je na Turkutech. Po tomto vojenském vítězství císař Tchaj-cung získal titul kagan uznaný různými Turkuty v regionu, kteří se podřídili jemu a tchangské říši (a několik tisíc Turkutů se i přestěhovalo do Čchang-anu). Dne 11. června 631 Tchaj-cung poslal vyslance k Sejanto se zlatem a hedvábím, kteří měli dosáhnout propuštění zotročených čínských vězňů, zajatých na severní čínské hranici během občanské války v Číně při přechodu od Suejů k Tchangům; vyslanci měli úspěch a do Číny se vrátilo 80 000 osvobozených čínských mužů a žen.
Zatímco Turkuti byli usazeni v Ordosu, tchangská vláda převzala vojensko-politickou dominanci v centrálních stepích. Stejně jako říše Chan, i Tchangové (s turkickými spojenci) během čtyřicátých až šedesátých let 7. století dobyli a podřídili si vnitřní Asii. Během vlády císaře Tchaj-cunga byly zahájeny velké kampaně proti nejen proti Turkutům, ale i samostatné kampaně proti Tujuchunům, městským státům v oázách Sin-ťiangu a Sejanto. Za císaře Kao-cunga byla zahájena kampaň vedená generálem Su Ting-fangem proti západním Turkutům, kterým vládl Ašina Helu.
Tchangská říše soupeřila s tibetskou říší o kontrolu vnitřní a střední Asie, soupeření bylo někdy zmírněno manželskými svazky, jako byl sňatek princezny Wen-čcheng († 680) se Songcän Gampem roku 649. Tibetská tradice uvádí, že čínské jednotky po smrti Songcäna Gampa dobyly Lhasu, ale žádná taková invaze není zmíněna ani v čínských análech, ani v tibetských rukopisech z Tun-chuangu.
V letech 670–692 probíhal dlouhý konflikt s Tibetem o území v Tarimské pánvi a v roce 763 Tibeťané dokonce nakrátko dobyli tchangské hlavní město Čchang-an. Během An Lu-anova povstání tchangské úřady stáhly západní posádky umístěné v Kan-su a Čching-chaji, načež Tibeťané dotčená území obsadili, a zabrali také Tarimskou pánev. Nepřátelství mezi Tchangy a Tibetem pokračovalo, dokud v roce 821 nepodepsaly formální mírovou smlouvu. Podmínky této smlouvy, včetně pevných hranic mezi oběma zeměmi, jsou zaznamenány dvojjazyčným nápisem na kamenném sloupu před chrámem Džókhang v Lhase.

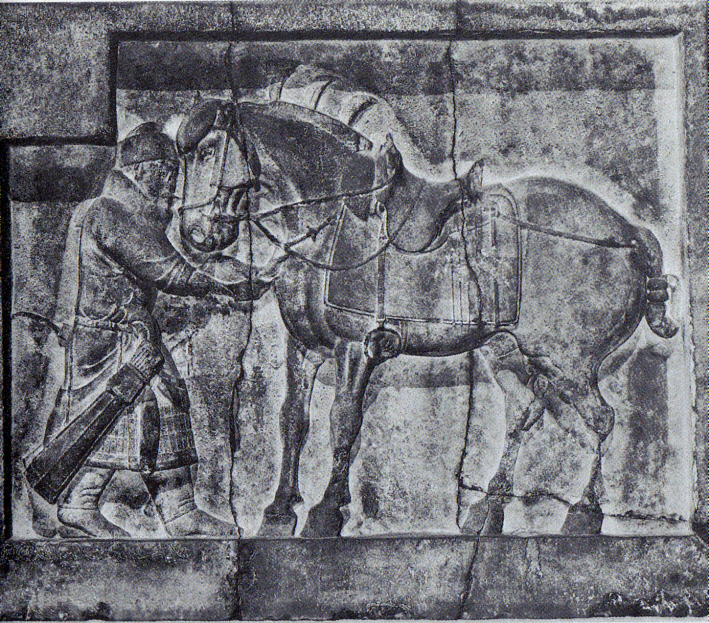
Basreliéf vojáka držícího osedlaného koně, autor reléfu Jen Li-pen, z hrobky císaře Tchaj-cunga (†649), zobrazen je oblíbený císařův kůň Podzimní rosa

Během muslimského dobytí Persie (633–656), syn posledního vládce Sásánovské říše, princ Pirúz, utekl do tchangské Číny. Podle Staré knihy Tchangů byl Pirúz hlavou perského guvernorátu v dnešním Zarandži v Afghánistánu. Během dobývání Persie chalífa Usmán (vládl 644–656) poslal vyslance k tchangskému dvoru v Čchang-anu. Ve čtyřicátých letech 8. století chorásánští Arabové pronikli do Ferganské kotliny a Sogdiany. V bitvě u Talasu roku 751 karlučtí žoldnéři sloužící pod tchangským velením dezertovali a pomohli arabské armádě Abbásovského chalifátu porazit tchangské jednotky, kterým velel Kao Sien-č’. Ačkoli bitva sama o sobě neměla veliký vojenský význam, byla i tak klíčovým momentem historie; způsobila šíření čínské technologie výroby papíru do oblastí západně od Číny, když zajatí čínští vojáci odhalili výrobní postup Arabům. Tato technika nakonec ve 12. století dosáhla Evropy přes arabskou Andalusii. Navzdory boji u Talasu, 11. června 758 abbásovské poselstvo dorazilo do Čchang-anu a současně s turkickými Ujgury přineslo dary pro tchangského císaře. V letech 788–789 uzavřela tchangská říše vojenskou alianci s Ujgury, kteří dvakrát porazili Tibeťany, v roce 789 v blízkosti města Kao-čchang v Džúngarsku a v roce 791 poblíž Ning-sia na Žluté řece.
Joseph Needham uvádí, že na dvůr císaře Tchaj-cunga v roce 643 přišli vyslanci s tributem od patriarchy Antiochie. Friedrich Hirth a jiní sinologové identifikovali zemi Fu-lin (菻菻) ve Staré a Nové knize Tchang jako Byzantskou říši, kterou tyto historická díla přímo spojují se zemí Ta-čchin (tj. Římskou říší). Poselstvo vyslané v roce 643 Po-tuo-lim (波多力) bylo identifikováno jako poselstvo byzantského císaře Konstanse II., a z 8. století pocházejí další záznamy o vyslancích. Stará a Nová kniha Tchang také popisují byzantské hlavní město Konstantinopol a jeho obléhání vojsky země Ta-š’ (大食, tj. ummájovského chálifátu Mu’áviji I.), které Byzantince donutilo platit tribut. Byzantský historik Theofylaktos Simokattés ze 7. století psal o sjednocení severní a jižní Číny říší Suej; hlavním městu Khubdan (z turkického Khumdan, tj. Čchang-an); základní geografii Číny včetně jejího předchozího politického rozdělení podél řeky Jang-c’ a jménu čínského vládce „Taisson“ znamenajícímu „Boží syn“, možná odvozenému ze jména tehdejšího tchangského panovníka, císaře Tchaj-cunga.

### Korea a Japonsko

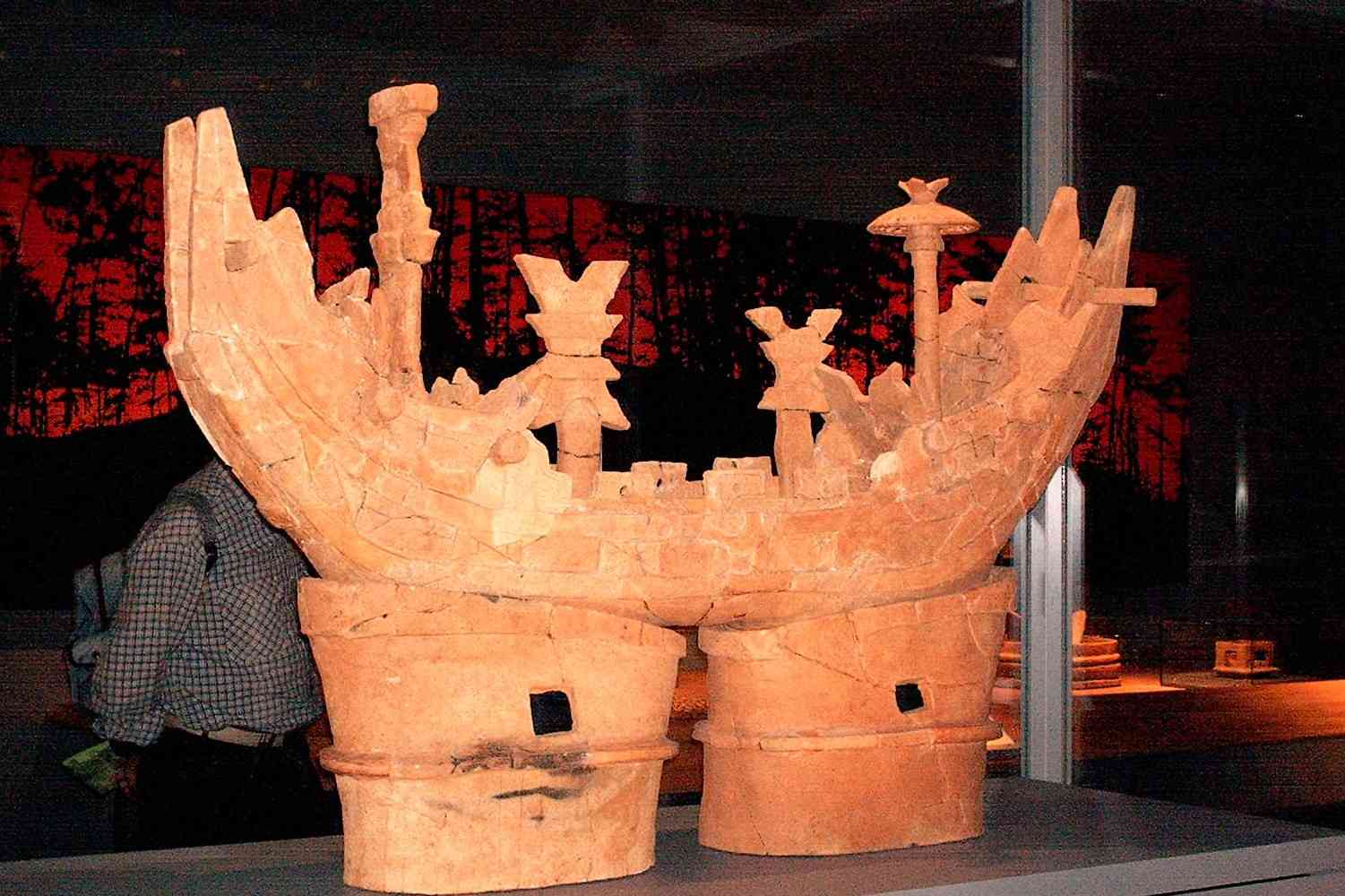
Hliněný model lodi, Japonsko období Kofun (250–538)

Na východě byly tchangské vojenské kampaně méně úspěšné než kdekoli jinde. Stejně jako císaři říše Suej před ním, Tchaj-cung roku 644 zahájil vojenské tažení proti království Kogurjŏ (Kogurjŏ-tchangské války). Jeho první kampan nebyla úspěšná, protože nedokázal překonat úspěšnou obranu pod vedením generála Jeona Gaesomuna. Ve spojenectví s královstvím Silla na jihovýchodě Koreje tchangské armády bojovaly proti Pekče, ležícímu na korejském jihozápadě, a jeho japonskému spojenci Jamato v bitvě u Pekgangu v srpnu 663 v níž rozhodně zvítězilo tchangsko-sillské vojsko. Loďstvo tchangské říše mělo k dispozici několik různých typů lodí, s nimiž se zapojilo do námořního válčení, tyto lodě popsal Li Čchüan v jeho Tchaj-pchaj jin-ťing (Kánon bílé a ponuré planety války) z roku 759. Bitva u Pekgangu byla pokusem o obrodu Pekče, zlikvidovaného v roce 660 společnou tchangsko-sillskou invazí vedenou čínským generálem Su Ting-fangem a korejským generálem Kim Jü-šinem (595-673). Při jiné společné invazi armády Silly a Tchangů silně oslabily severokorejské Kogurjo dobytím jeho pohraničních pevností v roce 645. Společnými útoky armád Silly a Tchangů pod velitelem Li Š’-ťi (594-669) bylo roku 668 Kogurjo zničeno.

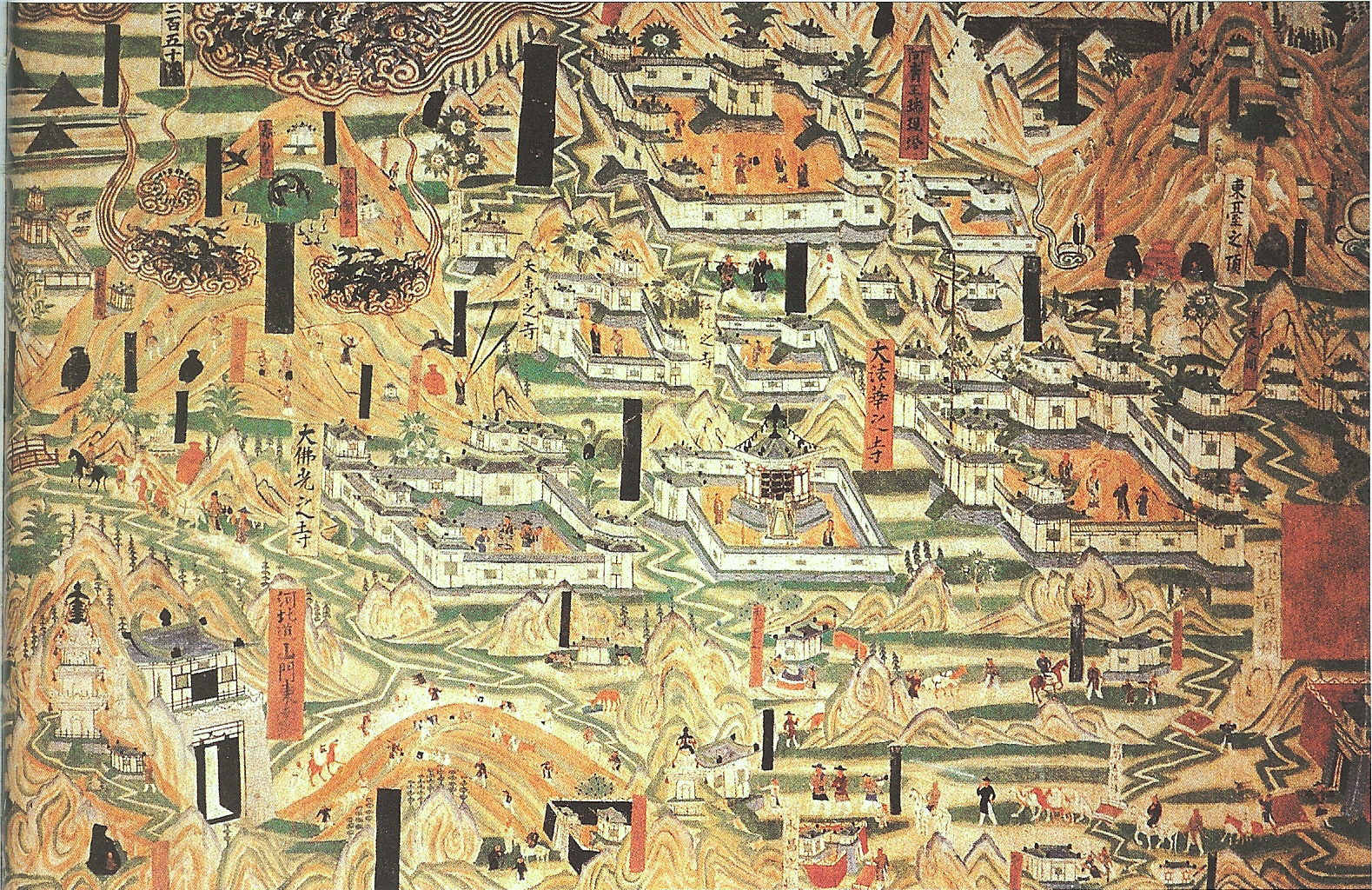
Nástěnná malba z jeskyně Mo-kao v Tun-chuangu, zobrazuje kláštery na hoře Wu-tchaj-šan

Ačkoli byli původně nepřátelští, tchangský stát přijal úředníky a generály Kogurja do své správy a armády, jako např. bratry Jeon Namsenga (634–679) a Jeon Namsana (639–701). V letech 668–676 říše Tchang ovládala severní Koreu. Nicméně roku 671 začala Silla s tchangskými silami bojovat. Současně se Tchangové potýkali s nebezpečím na západní hranici, když roku 670 Tibeťané porazili velkou čínskou armádu na řece Ta-fej. V roce 676 byla tchangská armáda vyhnána z Koreje jednotnou Sillou. Po vzpouře východních Turkutů v roce 679 se Tchangové vzdali snahy o podrobení Koreje.
Ačkoli Tchangové v Koreji s Japonci válčili, s Japonskem stále udržovali srdečné vztahy. Japonsko do Číny vysílalo četná poselstva s tributem, pravidelné diplomatické styky trvaly do roku 894, kdy japonský císař Uda (vládl 887–897) na radu učence Sugawary no Mičizane (845–903) vysílání poselstev přerušil. Tchangská říše byla Japoncům vzorem, japonský císař Temmu (672-686) dokonce reformoval armádu podle tchangského vzoru, státní ceremonie taktéž uspořádal podle tchangského vzoru a císařský palác ve Fudžiwaře napodoboval čínskou architekturu.
Do Japonska přišlo mnoho čínských buddhistických mnichů, aby pomohli šíření buddhismu. Dva mniši ze 7. století, Č’ Jü a Č’ Jou, navštívili dvůr císaře Tendžiho (661–672), na němž předvedli „vůz ukazující na jih“, který sestavili. Toto mechanicky poháněné vozidlo se směrovým kompasem ze 3. století (s použitím diferenciálního převodového stupně) bylo pro Tendžiho roku 666 znovu postaveno v několika exemplářích, jak bylo zaznamenáno v kronice Nihonšoki z roku 720. Japonští mniši zase navštěvovali Čínu; takový byl případ Ennina (794–864), který napsal o svých zážitcích z cesty, včetně cest po čínském Velkém kanálu. Japonský mnich Enčin (814–891) žil v Číně od roku 839 do roku 847 a znovu v letech 853–858, kdy přistál u Fu-čou ve Fu-ťienu a do Japonska se vrátil z Tchaj-čou (v Če-ťiangu).

## Obchod a kulturní styky

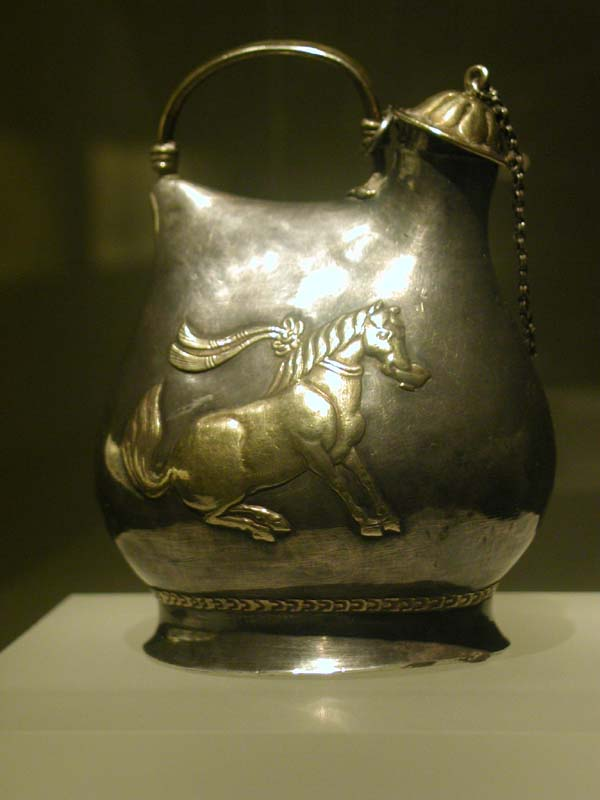
Tchangská postříbřená nádoba, ve tvaru jezdeckého koženého vaku, zdobená reliéfem koně s miskou vína v hubě

Prostřednictvím karavanního obchodu podél Hedvábné stezky a námořního obchodu získali tchangští Číňané mnoho nových technologií, kulturních praktik i vzácných luxusních předmětů. Ze Středního východu, Indie, Persie a střední Asie přišly nové myšlenky v oblasti módy, nové druhy keramiky a nové způsoby zpracování stříbra. Číňané také postupně přijali zahraniční koncept sezení na stoličkách a židlích, zatímco předtím sedávali na rohožkách položených na podlaze. Naopak islámský svět až po Blízký východ vyhledával a ve velkém objemu nakupoval čínské zboží, zejména hedvábí, lakové výrobky a porcelán. V tchangské Číně získaly popularitu písně, tance a hudební nástroje z cizích regionů. Tyto hudební nástroje zahrnovaly hoboje, flétny a malé lakované bubny z Kuči v Tarimské pánvi a perkusní nástroje z Indie, například činely. U tchangského dvora působilo devět hudebních souborů (oproti sedmi v říši Suej) reprezentujících hudbu z celé Asie.
Existovaly těsné kontakty a velký zájem o Indii jako studnici buddhismu, se slavnými cestovateli navštěvujícími jihoasijský subkontinent jako byl Süan-cang († 664). Ze sedmnáctileté cesty se Süan-cangovi podařilo přivést cenné sanskrtské texty, které byly postupně přeloženy do čínštiny. Sestaven byl také turkicko-čínský slovník dostupný pro učence a studenty, zatímco turkutské lidové písně inspirovaly čínské básníky. Ve vnitrozemí Číny tchangské úřady vybudovaly Velký kanál a zdokonalily a uspořádaly systém vodních cest, čímž snížily náklady na přepravu obilí a dalších komodit, a usnadnily tak obchod. Stát také spravoval zhruba 32 100 km poštovních tras, obsluhovaných jezdci na koních nebo pomocí lodí.

### Hedvábná stezka

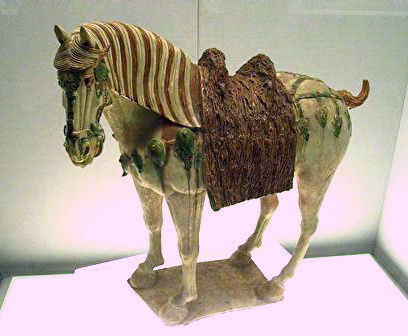
Tchangská figurka koně, trojbarevná glazura

Hedvábná cesta z Číny na Západ byla původně otevřena během vlády císaře Wu-ti (141–87 př. n. l.) v chanském období. V tchangské éře byla znovuotevřena roku 639, když Chou Ťün-ťi († 643) dobyl západ, a zůstala otevřená téměř čtyři desetiletí. Byla uzavřena poté, co Tibeťané roku 678 zabrali Západní kraj, ale roku 699, za vlády císařovny Wu, se Hedvábná stezka znovu otevřela, když Tchangové znovudobyli Čtyři posádky An-si původně ustavené v roce 640, a opět prostřednictvím karavanního obchodu spojila Čínu přímo se západem Asie.
Tchangové v roce 722 ovládli i důležitou cestu z Tibetu přes údolí řeky Gilgit, kterou ztratili ve prospěch Tibeťanů v roce 737 a znovu ji získali pod velením generála Kao Sien-č’ho (původem z Kogurja). Když v roce 763 skončilo povstání An Lu-šana, tibetská říše opět z velké části odřízla Číně přímý přístup k Hedvábné stezce, když tchangskou říši vytlačila ze Západního kraje. Povstání v roce 848 oslabilo tibetské vládce a tchangská Čína mohla v roce 851 na Tibetu znovu získat své severozápadní prefektury. Tyto země zahrnovaly významné pastviny, které tchangská vláda zoufale potřebovala pro chov koní pro svou armádu.
Přes množství západních cestovatelů, kteří přijížděli do Číny a žili a obchodovali v ní, mnoho poutníků, především mnichů, zanechalo svědectví o přísnosti tchangských zákonů týkajících se překračování hranic. Jak zaznamenal Süan-cang a mnozí další putující mniši, podél cest bylo mnoho čínských vládních kontrolních stanic, v nichž vojáci kontrolovali cestovní povolení do říše Tchang. Dalším problémem podél kontrolních míst a měst v oázách byl banditismus, protože Süan-cang také vzpomínal, že jeho skupina byla opakovaně napadena lupiči.
Hedvábná cesta ovlivnila i umění dynastie Tang. Koně se stali významným symbolem prosperity a moci, jakož i nástrojem vojenské a diplomatické politiky. Koně byli také uctíváni jako příbuzní draků.

### Přístavy a námořní obchod
Čínští vyslanci se plavili přes Indický oceán do Indie od asi 2. století př. n. l., ale až v tchangském období byli čínské lodě a námořníci významněji přítomni v Perském zálivu a Rudém moři, v Persii, Mezopotámii (plavili se po řece Eufrat v současném Iráku), Arábii, Egyptě, Aksumu (Etiopii) a Somálsku v africkém rohu.

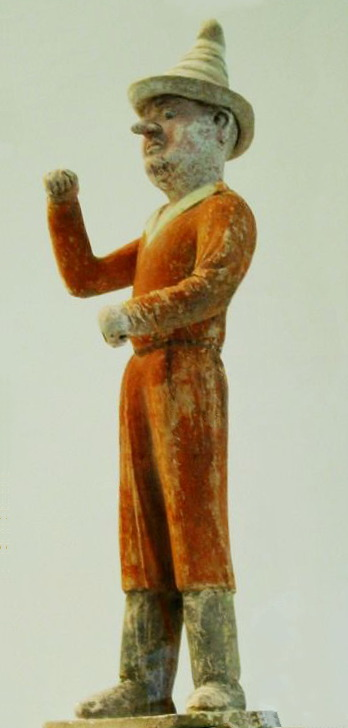
Tchangská figurka sogdského obchodníka, 7. století

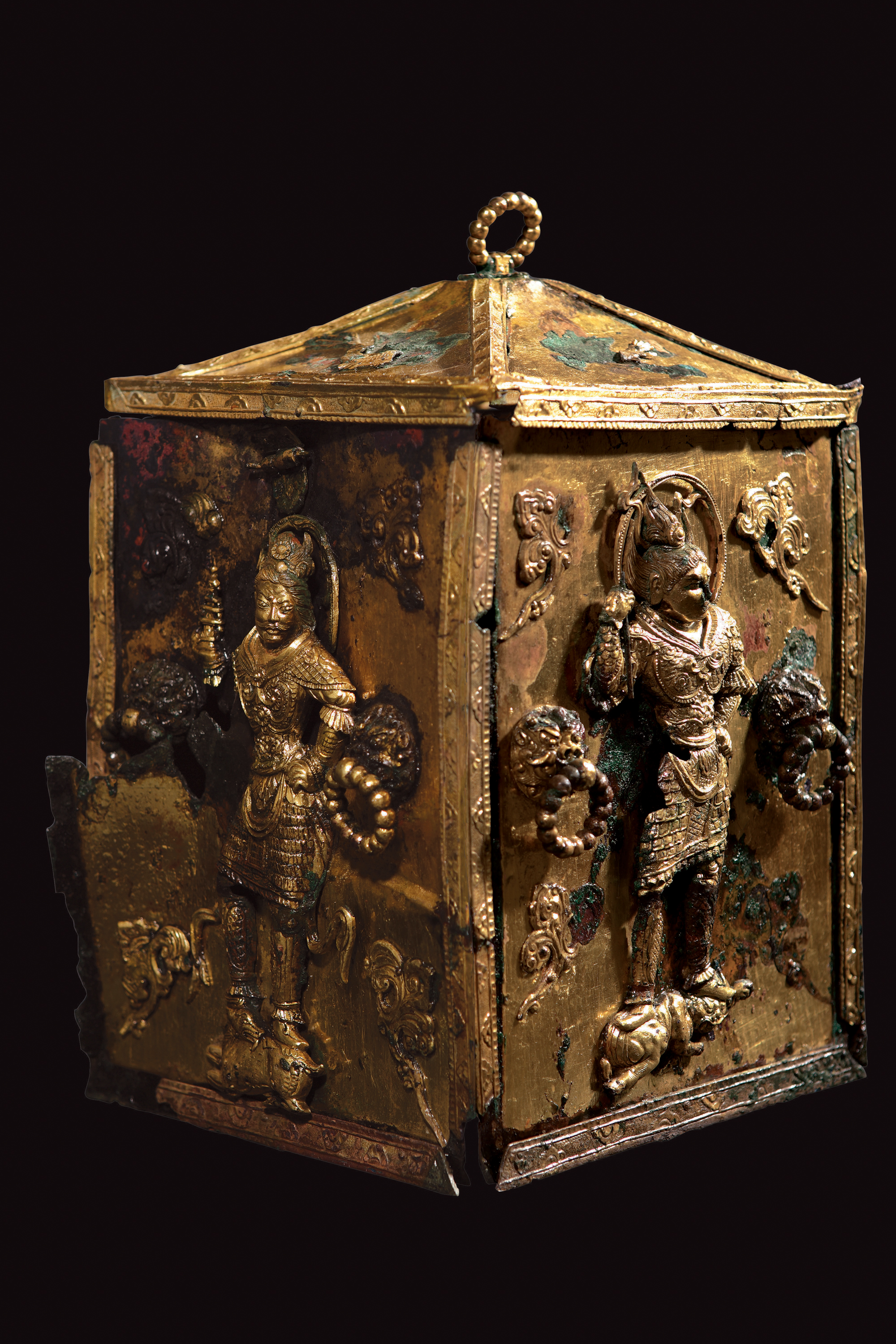
Pozlacený buddhistický relikviář s reliéfy ozbrojených strážců, Silla, 7. století

Do tchangského státu přišly tisíce cizinců, kteří žili v četných čínských městech a navázali obchodní vazby svých vlastí s Čínou, a sice Peršanů, Arabů, hinduistických Indů, Malajců, Bengálců, Sinhálců, Khmerů, Čamů, Židů, nestoriánských křesťanů z Blízkého východu a mnoho dalších. Buddhistický mnich Ťien Čen roku 748 popsal Kanton jako rušné obchodní centrum, v jehož přístavu kotví mnoho velkých a působivých cizích lodí. V Jüe-ťüe-šu (Ztracené záznamy státu Jüe) napsal, že „mnoho velkých lodí připlouvalo z Bornea, Persie, Qunglunu (Indonésie/Jáva)… s… kořením, perlami a jadeitem navršenými ve vysokých hromadách“. Roku 758 během An Lu-šanova povstání arabští a perští piráti spálili a vyloupili Kanton a v roce 760 byli zmasakrováni cizinci v Jang-čou. Tchangská vláda reagovala uzavřením kantonského přístavu na zhruba pět desetiletí, zahraniční lodě pak místo v Kantonu kotvily v Hanoji. Poté, co přístav znovu otevřel, prosperita se vrátila. V roce 851 arabský obchodník Sulejman al-Tadžir pozoroval výrobu čínského porcelánu v Kantonu a obdivoval jeho vynikající kvalitu. Poskytl také popis kantonské mešity, sýpky, místní administrativy, citoval některé z jejích písemných záznamů, popsal léčbu cestovatelů a použití keramiky, rýžového vína a čaje. V jiné krvavé epizodě kantonského života roku 879 čínský rebel Chuang Čchao vydrancoval město a údajně pozabíjel tisíce domácích Číňanů spolu se zahraničními židy, křesťany, zoroastriány a muslimy. Chuang Čchaova vzpoura byla nakonec potlačena v roce 884.
Plavidla ze Silly, Parhe a Hizenu (v Japonsku) byla všechna zapojena do obchodu ve Žlutém moři, kterému dominovala Silla. Poté, co se koncem 7. století Silla s Japonskem znepřátelily a válčili spolu, většina japonských námořních obchodníků si vybírala trasu z Nagasaki směrem k ústí řeky Chuaj, řece Jang-c’-ťiang a dokonce až na jih do changčouského zálivu, aby se vyhnuli Korejcům ve Žlutém moři. Při svém návratu do Japonska v roce 838 japonští vyslanci v Číně obstarali devět lodí a šedesát korejských námořníků z korejských čtvrtí měst Čchu-čou a Lien-šuej na řece Chuaj. Je také známo, že čínské obchodní lodě do Japonska pluly z různých přístavů podél čeťiangského a fuťienského pobřeží.
V tchangském období Číňané rozvinuli rozsáhlou produkci určenou pro zámořský export. To bylo dokázáno objevem belitungského vraku, arabské dhau, která po roce 826 ztroskotala v Gasparově průlivu u Belitungu (nedaleko pobřeží Sumatry) a která vezla 63 000 kusů tchangské keramiky, stříbra a zlata. Počínaje rokem 785 začali Číňané pravidelně zajíždět do Sofaly na východoafrickém pobřeží, aby vyřadili arabské zprostředkovatele, různé tehdejší čínské zdroje poskytují podrobný popis obchodu s Afrikou. Úředník a geograf Ťia Tan (730–805) popsal dvě nejpoužívanější námořní trasy jeho doby: jedna z pobřeží Pochajského moře směrem ke Koreji a druhá z Kantonu přes Malakku směrem k Nikobarským ostrovům, Srí Lance a Indii, východním a severním břehům Arabského moře až k řece Eufrat. V roce 863 poskytl čínský autor Tuan Čcheng-š’ († 863) podrobný popis obchodu s otroky, se slonovinou a ambrou v zemi nazvané Po-pa-li, kterou historikové považují za somálskou Berberu. Ve Fustatu (staré Káhiře) v Egyptě vedla sláva čínské keramiky k obrovské poptávce po čínském zboží; Číňané tam často cestovali (toto pokračovalo i později, totiž za vlády Fátimovců v Egyptě). Soudobý arabský obchodník Šulama jednou napsal o svém obdivu k čínským džunkám, ale poznamenal, že měly příliš velký ponor, než aby mohly plout na Eufratu, což je přinutilo k přepravě cestujících a nákladu v malých lodích. Šulama také poznamenal, že čínské lodě byly často velmi velké, s kapacitou až 600–700 cestujících.

## Společnost a kultura

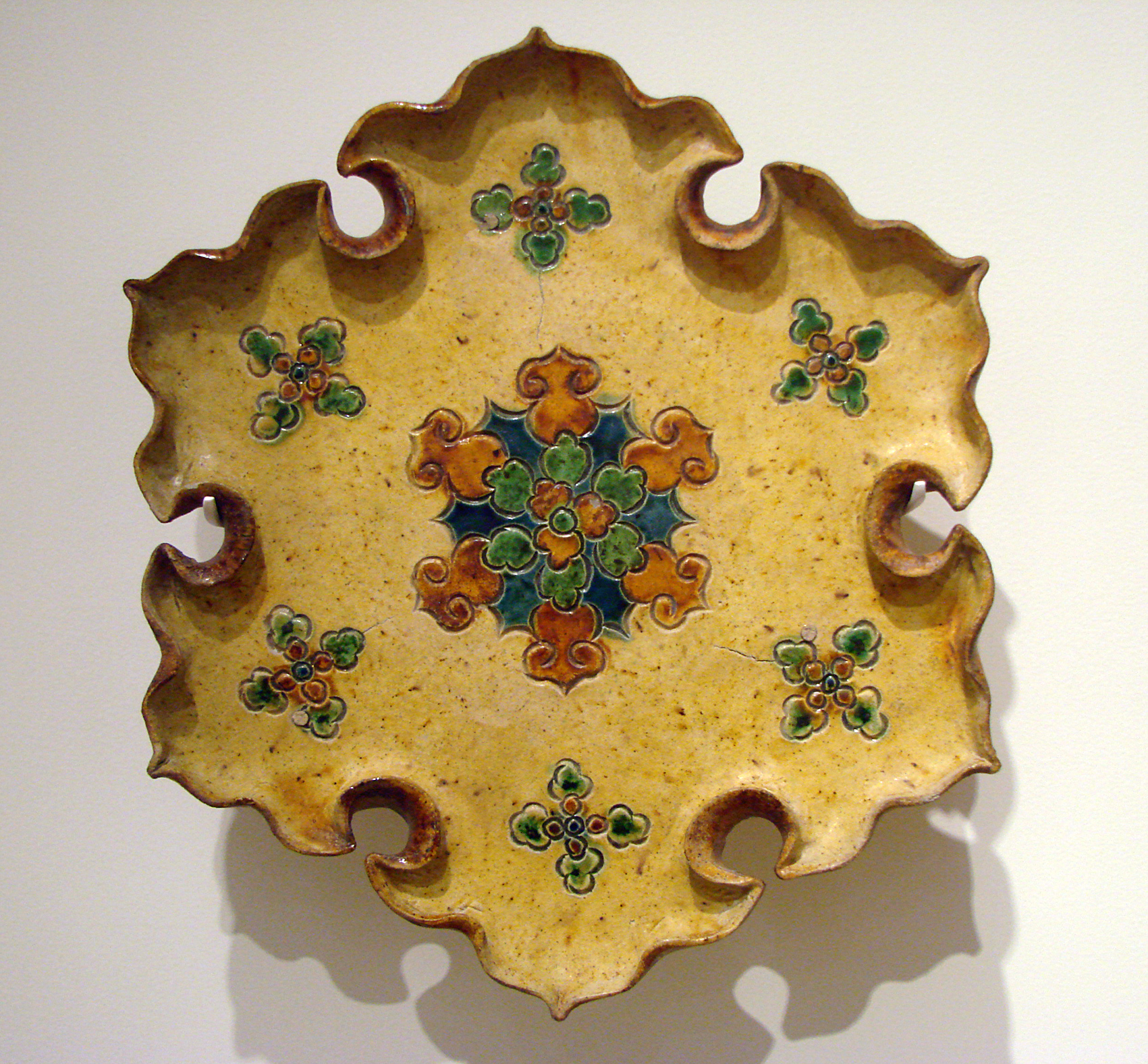
Tchangská mísa, 8. století

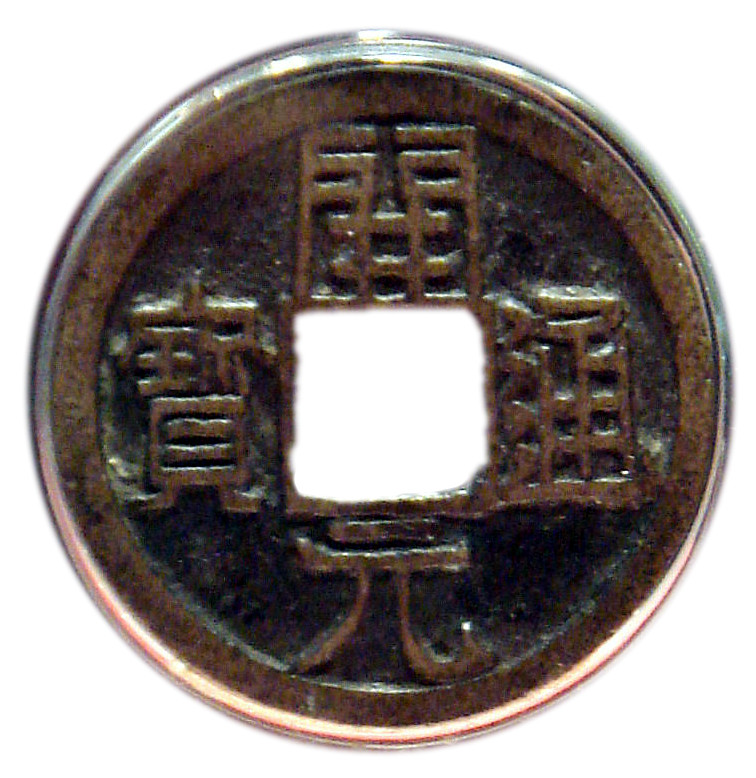
Tchangská bronzová mince

Suejský i tchangský stát se odvrátily od feudální kultury předchozích režimů, ve prospěch civilního konfucianismu. Vládní systém podporovala rozsáhlá třída konfuciánských intelektuálů, kteří byli vybíráni buď v úřednických zkouškách, nebo na základě doporučení. Dominantními ideologiemi říše byly taoismus a buddhismus, které hrály velkou roli v každodenním životě lidí. Tchangští Číňané si užívali oslav, pití, svátků, sportování a zábav, zatímco čínská literatura rozkvetla a byla rozšířenější díky novým metodám tisku.

### Trávení volného času
Mnohem více než v dřívějších érách, se tchangské období proslavilo kulturními a společenskými aktivitami provozovanými ve volném čase, a to především vyššími třídami. V tchangském období se těšilo popularitě mnoho sportů a aktivit, včetně lukostřelby, lovu, póla, fotbalu cchu-ťü, kohoutích zápasů, a přetahování lanem. Vládní úředníci měli nárok na dovolenou: každé tři roky dostávali 30 dní volna, aby navštívili své rodiče, pokud žili dále než 1600 km, nebo 15 dní v případě, že by rodiče žili dále než 270 km (k čemuž se připočítával čas na cestu). Úředníci měli nárok i na devět dní dovolené při svatbě syna nebo dcery a pět, tři nebo jeden den pro sňatek dalších blízkých příbuzných (k čemuž se opět připočítávala doba na cestu do místa bydliště). Úředníci také dostávali celkem tři dny volna na obřad dospělosti (nasazení čapky) jejich synů a jeden den šlo-li o syna blízkého příbuzného.
Tradiční čínské svátky, jako například čínský nový rok, svátek lampionů, svátek studeného jídla, a další byly všeobecně slavenými svátky. V hlavním městě Čchang-anu vždy probíhaly živé oslavy, zejména během svátku lampionů, od té doby, co byl na tři sváteční dny vládou zrušen zákaz vycházení v noci. Mezi léty 628 a 758 císařský trůn vyhlásil celkově šedesát devět celostátních velkých slavností, vyhlašovaných císařem v případě zvláštních okolností, jako např. důležitých vojenských vítězství, bohatých sklizní po dlouhém suchu nebo hladomoru, udělení amnestie, jmenování nového korunního prince. Pro zvláštní příležitosti byly v tchangské době někdy připravovány mimořádně bohaté a gargantuovské slavnosti, organizované zvlášť k tomu určenými agenturami císařského dvora. To byl například slavnost pro 1100 starších Čchang-anu v roce 664, slavnost pro 3500 důstojníků Božské strategické armády v roce 768 a slavnost pro 1200 žen z paláce a členů císařské rodiny v roce 826. Pití vína a alkoholických nápojů bylo silně zakořeněno v čínské kultuře, protože lidé pili téměř na všech společenských událostech. Jeden dvorský úředník v 8. století údajně postavil hadovitou budovu, jejíž přízemí sestávalo z 50 000 cihel, z nichž každá měla misku, ze které mohli jeho přátelé pít.

### Čchang-an, tchangské hlavní město

Plán tchangského Čchang-anu

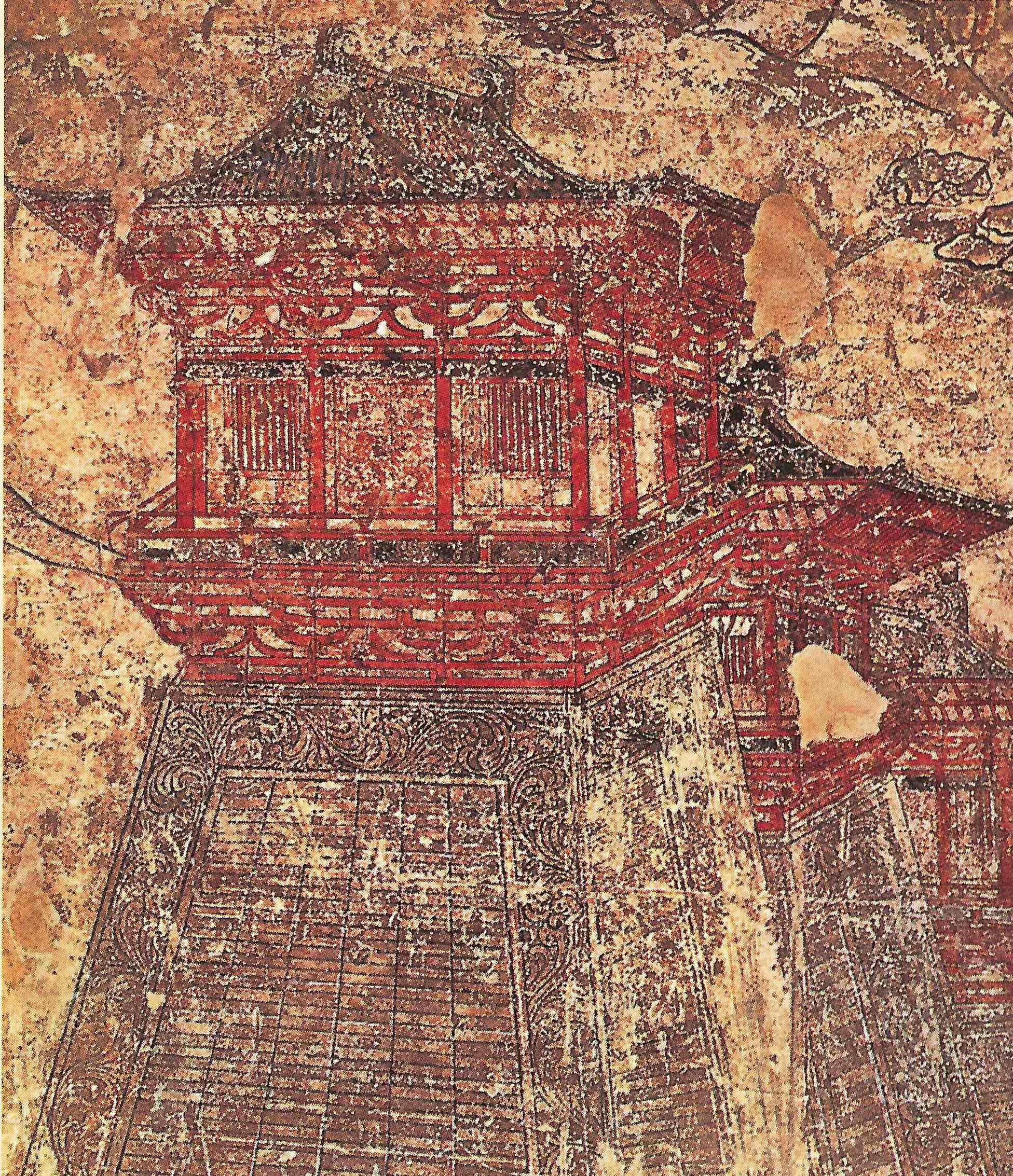
Detail nástěnné malby z hrobky prince I-te († 701) v areálu mauzolea Čchiang-ling, zobrazuje zřejmě jednu z věží čchanganských hradeb

Ačkoli Čchang-an byl hlavním městem už chanského a ťinského státu, po následném zničení ve válkách to byla nově vybudovaná metropole říše Suej, která byla zahrnuta do tchangského velkoměsta. Zhruba čtvercové město měřilo 10 km z východu na západ a více než 8 km v severojižním směru. Císařský palác, palác Tchaj-ťi, stál severně od centrální osy města. Z velké brány Jasné ctnosti (Ming-te) stojící uprostřed jižní hradby, vedla široká hlavní městská třída na sever až k centrálnímu administrativnímu městu, za kterým se nacházela brána Obdržení vůle Nebes (Čchen-tchien) hlavní vstup do komplexu císařských paláců. Ústřední třídu protínalo čtrnáct hlavních východozápadních ulic, zatímco jedenáct hlavních ulic běželo od severu k jihu. Tyto hlavní třídy vymezovaly 108 obdélníkových čtvrtí, každá ohrazená hradbami se čtyřmi bránami (po jedné v každé straně), přičemž každá čtvrť zahrnovala několik bloků budov. Město se stalo proslulým šachovnicovým vzorem hlavních ulic s ohrazenými čtvrtěmi, uspořádání, jež zmínil Tu Fu v jedné ze svých básní. V Japonsku během období Heian bylo město Heiankjó (dnešní Kjóto) vybudováno, jako mnoho dalších měst, v šachovnicovém schématu ulic podle tchangské metropole a v souladu s tradičními geomantickými pravidly. Z těchto 108 čchanganských čtvrtí byly dvě z nich (každá o velikosti dvou pravidelných městských čtvrtí) vyhrazeny pro trhy pod dohledem vlády a další prostor byl vyčleněn pro chrámy, zahrady, rybníky atd. Roku 662 císař Kao-cung přesunul císařský dvůr do paláce Velkého jasu (Ta-ming), který se stal politickým centrem říše a sloužil jako rezidence tchangských císařů více než 220 let.

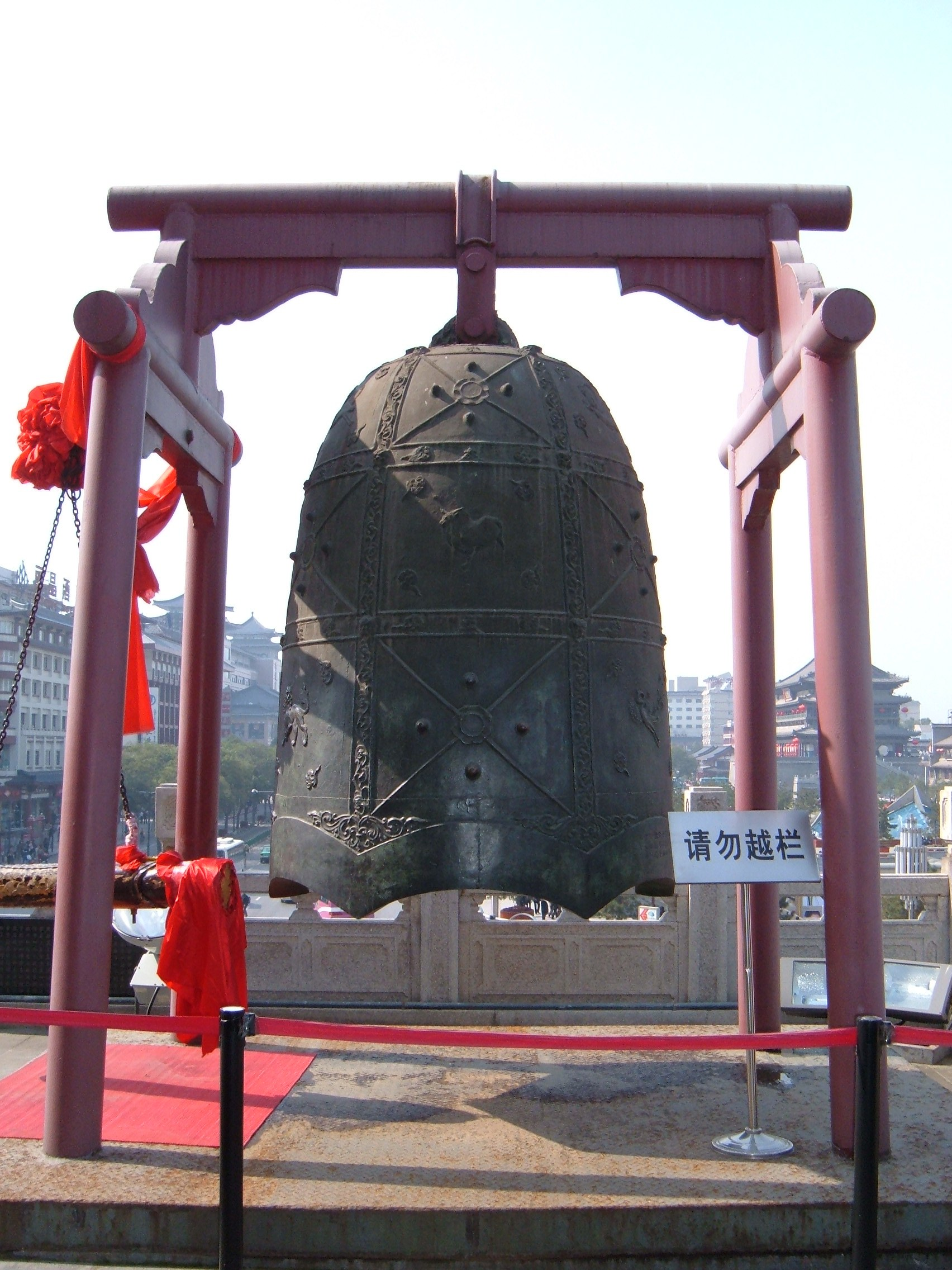
Bronzový zvon Ťing-jün odlitý roku 711, výška 247 cm, váha 6 500 kg, nyní ve Zvonové věži v Si-anu

Tchangská metropole byla ve své době největším městem na světě, populace městských čtvrtí a příměstské aglomerace dosáhla 2 milionů lidí. Čchang-an byl velmi kosmopolitní, s obyvateli z Persie, střední Asie, Japonska, Korey, Vietnamu, Tibetu, Indie a mnoha dalších zemí. Přirozeně, množství různých etnik žijících ve městě zde praktikovalo mnoho různých náboženství cizího původu, jako buddhismus, nestoriánské křesťanství, zoroastriánství, judaismus a islám. S široce otevřeným přístupem do Číny, který usnadnila Hedvábná stezka na západě, se na východ do Číny dokázalo přesunout mnoho zahraničních osadníků, takže jen v Čchang-anu žilo kolem 25 000 cizinců. V čchanganských hostincích přitahovaly zákazníky svou exotikou zelenooké a světlovlasé tocharské dámy, které podávaly víno v achátových a jantarových šálcích, zpívaly a tančily. Pokud se cizinec oženil s čínskou ženou, musel zůstat v Číně a nemohl si vzít svou nevěstu zpět do své vlasti, jak bylo uvedeno v zákoně z roku 628, který chránil ženy před dočasnými sňatky se zahraničními posly. V tchangském období bylo vydáno několik zákonů prosazujících segregaci cizinců od Číňanů. V roce 779 tchangská vláda vydala edikt, kterým se snažila zabránit asmilaci Ujgurů žijících v hlavním městě: přikázala jim, aby se odívali do ujgurských šatů a zakázala jim svatby s čínskými ženami.
Čchang-an byl centrem ústřední vlády, domovem císařské rodiny a byl plný nádhery a bohatství. Nebyl však ekonomickým centrem říše Tchang. Tím bylo město Jang-čou ležící na Velkém kanálu a blízko řeky Jang-c’-ťiang.

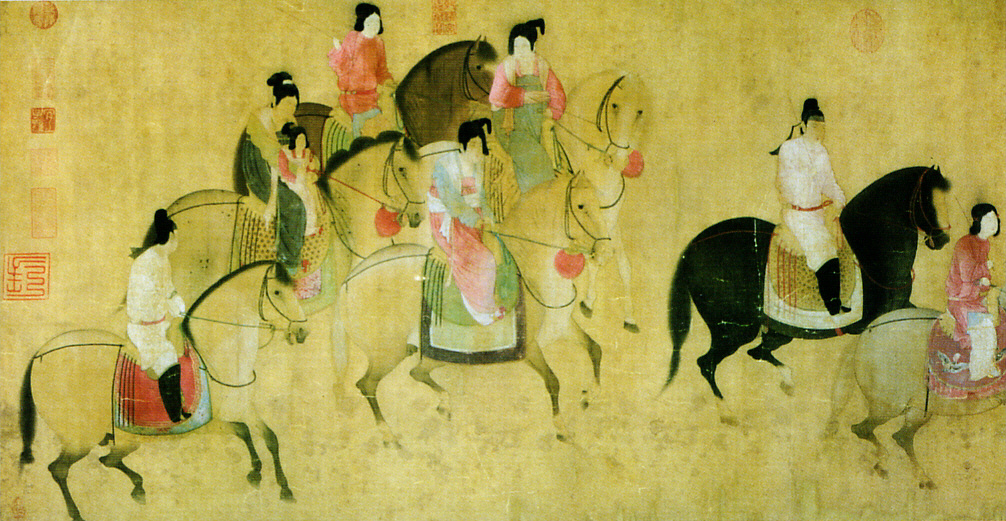
Jarní výlet tchangského dvora, Čang Süan (713–755)

Jang-čou bylo sídlem úřadů dohlížejících na obchod se solí a největším průmyslovým centrem Číny; fungovalo jako prostředník při přepravě zahraničního zboží, které zde bylo překládáno a distribuováno do velkých měst na severu. Stejně jako námořní přístav Kanton na jihu, i Jang-čou se chlubilo tisíci zahraničních obchodníků z celé Asie.
Významným střediskem bylo i sekundární hlavní město Luo-jang, oblíbené hlavní město císařovny Wu. V roce 691 mělo více než 100 000 rodin (to jest více než 500 000 obyvatel) kteří se do Luo-jangu přestěhovali z čchanganského regionu. S počtem obyvatel kolem jednoho milionu se Luo-jang stal druhým největším městem v říši a díky těsné blízkosti řeky Luo těžil ze snadného přístupu k zemědělské produkci jihu říše a z obchodního provozu na Velkém kanálu. Tchangský dvůr však nakonec snížil jeho status a po roce 743 přestal se přesouvat do Luo-jangu; tehdy byl totiž vyřešen problém Čchang-anu se zajištěním odpovídajících dodávek a zásob. Již v roce 736 byly v kritických bodech na trase z Jang-čou do Čchang-anu vybudovány sýpky, které zamezily zpožděním přepravy a znehodnocením nákladů. Východně od Čchang-anu bylo v roce 743 vybudováno umělé jezero, které se používalo pro překládku zboží. Zvědaví seveřané tehdy nakonec mohli vidět řady lodí z jižní Číny, které dodávaly dvoru daně a tribut.

### Literatura

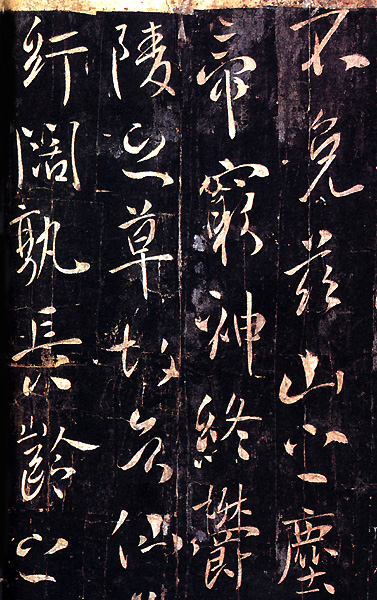
Kaligrafie císaře Tchaj-cunga, nápis na kamenné stéle

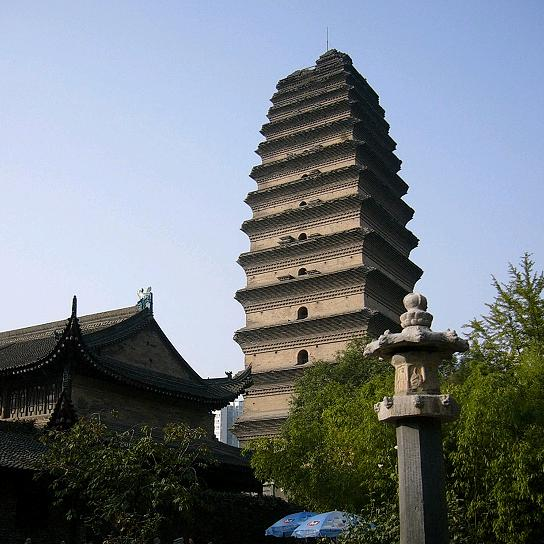
Malá pagoda divoké husy, postavená roku 709, u chrámu Ta-ťien-fu v Čchang-anu, kde buddhističtí mniši překládali sanskrtské buddhistické texty do čínštiny.

### Náboženství a filosofie

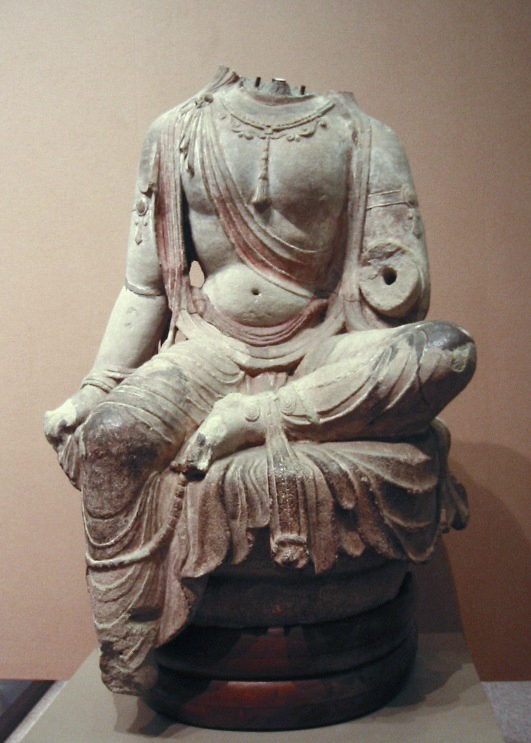
Tchangská soška bódhisattvy

Od starověku Číňané věřili ve své lidové náboženství a taoismus, který začlenil do svého věroučného systému mnoho božstev. Číňané věřili v Tao, Cestu, a posmrtný život jako realitu paralelní se světem živých, zahrnující svou vlastní byrokracií a peníze, které mrtví předkové potřebovali. Pohřební praktiky zahrnovaly poskytnutí mrtvým vše, co by mohli potřebovat v posmrtném životě, včetně zvířat, služebníků, bavičů, lovců, domů a úředníků. Tento ideál se odráží v tchangském umění, i v mnoha povídkách tchangské doby o tom, jak lidé náhodou skončili v říši mrtvých, jen aby se vrátili a ohlásili své zkušenosti.
Taoismus byl oficiálním náboženstvím říše Tchang. Pokračoval růst vlivu buddhismu, pocházejícího z Indie, který přijali i někteří členové císařské rodiny, výrazně se počínštil a stál se součástí čínské tradiční kultury. Ve stoletích před vznikem neokonfucianismu se během období jižních a severních dynastií buddhismus v Číně rozvíjel a v prosperující tchangské společnosti se stal dominantní ideologií. Buddhistické kláštery se plně integrovaly do tchangské společnosti, nabízely ubytování pro cestující v odlehlých oblastech, školy pro děti v celé zemi a místo pro městské literáty k pořádání společenských akcí, schůzek nebo loučení. Buddhistické kláštery se také angažovaly v ekonomice, když narostl jejich pozemkový majetek a poddaní jim přinášeli dostatečné příjmy na zakládání mlýnů, lisů oleje a jiných podniků. Služebníci a poddaní klášterů mohli vlastnit majetek a najímat si zaměstnance a nakupovat otroky, aby jim pomáhali v práci.
Významné postavení buddhismu v čínské kultuře začalo klesat s poklesem síly státu a ústřední vlády od konce 8. století do 9. století. Buddhistické kláštery a chrámy, které byly dosud osvobozeny od státních daní, o své daňové imunity přišly. V roce 845 císař Wu-cung zrušil 4 600 buddhistických klášterů spolu s 40 000 chrámy a svatyněmi, čímž se 260 000 buddhistických mnichů a jeptišek vrátilo do světského života. Tato epizoda byla později zařazena mezi „čtyři období perzekuce buddhismu“ v Číně. Ačkoli byl zákaz už po několika letech zrušen, buddhismus nikdy nezískal zpět své kdysi dominantní postavení v čínské kultuře. Tato situace nastala také díky novému oživení zájmu o původní čínské filozofie, totiž konfucianismus a taoismus. Chan Jü (786–824), slovy amerického sinologa Arthura Wrighta „brilantní polemik a horlivý xenofob“, byl jedním z prvních tchangských učenců, kteří buddhismus odsoudili. Ačkoli současníci považovali Chan Jüa za surového a nepříjemného, předjímal pozdější tchangskou perzekuci buddhismu, stejně jako oživení konfuciánského myšlení následovaného vzestupem neokonfucianismu v sungském státě. Nicméně mezi vzdělanou elitou si i přesto získal popularitu čchanový buddhismus. V tchangské éře žilo mnoho slavných čchanových mnichů, mezi jinými Ma-cu Tao-i, Paj-čang a Chuang-po Si-jün. Neméně než čchanoví buddhisté byl v tchangském období populární také Chuej-jüan (334–416), zakladatel sekty Čisté země.

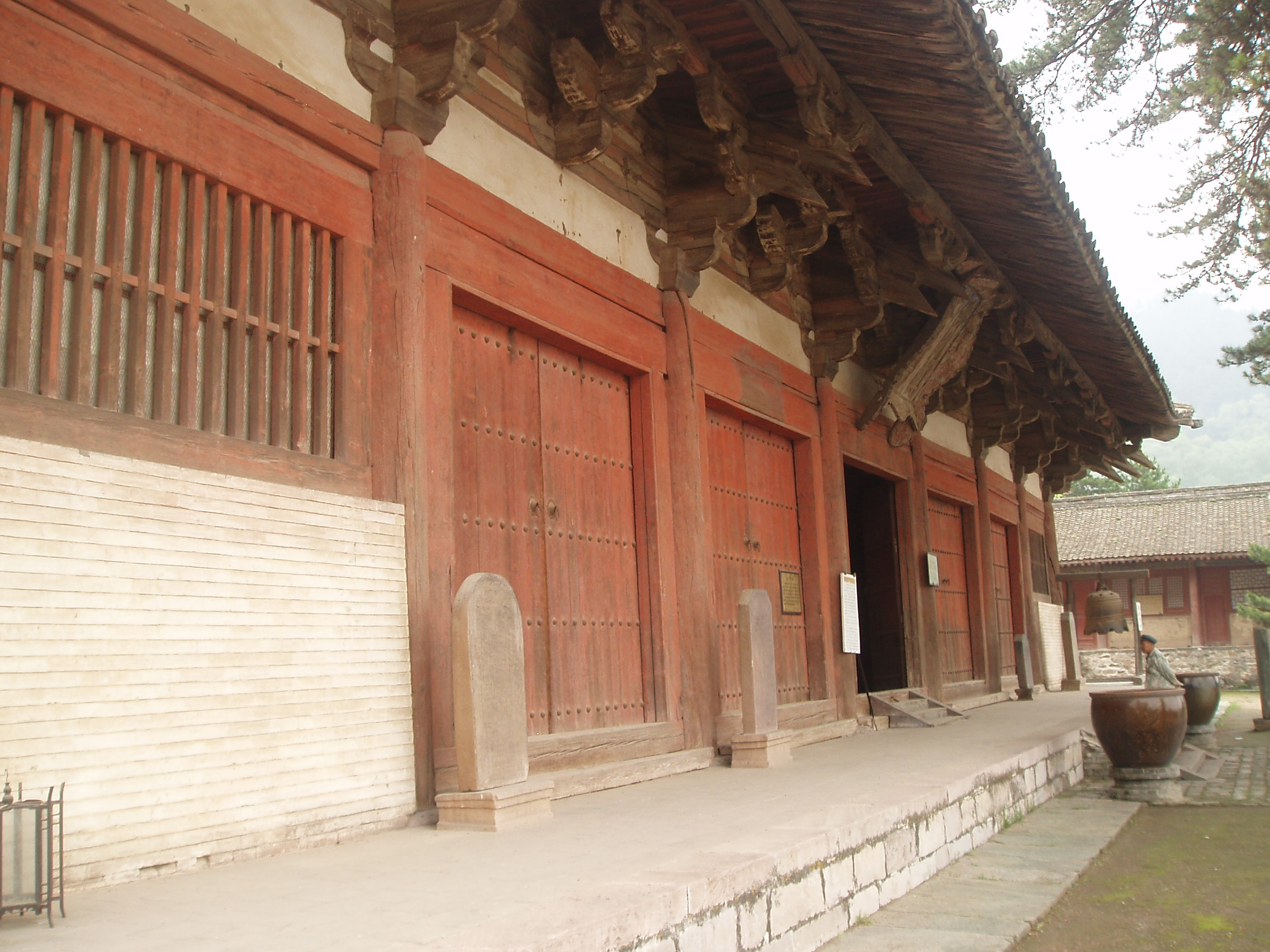
Východní síň buddhistického kláštera Fo-kuang na hoře Wu-tchaj-šan

Soupeřem buddhismu byl taoismus, domácí čínský filozofický a náboženský systém, který našel své kořeny v knihách Tao-te-ťing (připsané mistru Lao-c’ kladenému do 6. století př. n. l.) a Čuang-c’. Vládnoucí rod Li si nárokoval původ právě od Lao-c’a. Při četných příležitostech, kdy se tchangská knížata stala korunními princi, nebo tchangské princezny přijaly stav taoistických kněžek, byla jejich bývalá bohatá sídla přeměněna na taoistické kláštery a chrámy. Mnoho taoistů ve věnovalo alchymii při svých snahách najít elixír nesmrtelnosti a prostředek k vytvoření zlata ze směsí mnoha dalších prvků. Ačkoli nikdy nedosáhli svých cílů v žádné z těchto marných snah, přispěli k objevu nových kovových slitin, porcelánových výrobků a nových barviv. Podle mínění historika Josepha Needhama práce taoistických alchymistů byla „více protověda než pseudověda“. Úzká souvislost mezi taoismem a alchymií, zdůrazňovaná některými sinology, byla však odmítnuta Nathanem Sivinem, který uvedl, že alchymie byla v sekulární sféře stejně tak oblíbená (jestli ne více) a častěji než taoisté ji praktikovali laici.
Tchangský stát oficiálně uznal různá cizí náboženství. Asyrská církev Východu, jinak známá jako nestoriánská církev (čínským názvem ťing-ťiao, 景教, doslova „náboženství světla“), byla uznána tchangskými úřady. V roce 781 byl v Čchang-anu vztyčena stéla na počest úspěchů čínské nestoriánské komunity. Křesťanství z Číny z velké části vymizelo ještě před koncem tchangského období, avšak po mongolských invazích třináctého století v Číně znovu ožilo.
Ačkoli Sogdové byli zodpovědni za přenos buddhismu do Číny z Indie během 2. až 4. století, brzy poté převážně konvertovali k zoroastrismu kvůli jejich kontaktům se sasánovskou Persií. Sogdští obchodníci a jejich rodiny žijící ve městech, jako Čchang-an, Luo-jang a Siang-jang, si obvykle vystavěli zoroastrijský chrám, jakmile jejich místní společenství vzrostlo na více než 100 domácností. Sogdové byli také zodpovědní za šíření manicheismu v tchangské Číně a ujgurském kaganátu. Ujgurové v roce 768 postavili první manichejský klášter v Číně, avšak v roce 843 tchangská vláda zabavila majetek všech manichijských klášterů v reakci na vypuknutí války s Ujgury. S všeobecným zákazem cizích náboženství o dva roky později, byl manicheismus zatlačen do ilegality a v Číně se nikdy významněji nerozšířil.

### Tchangské ženy

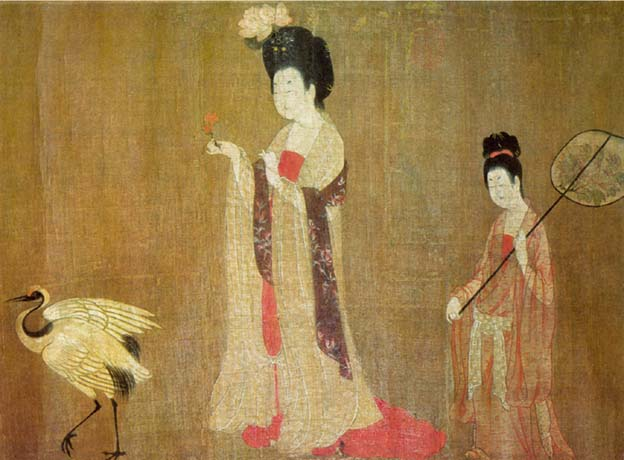
Krásky s květinami, Čou Fang, 8. století

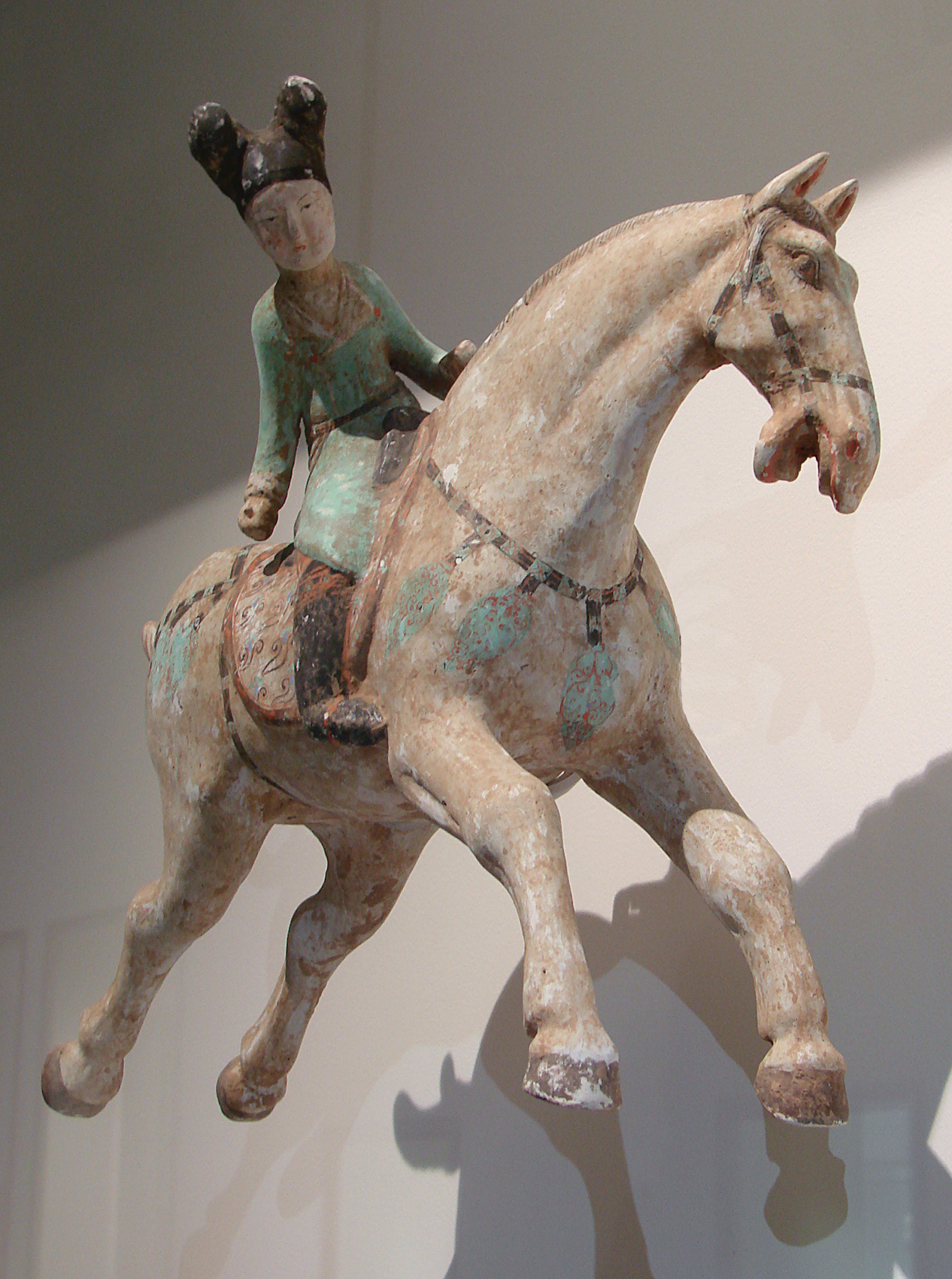
Hráčka póla, 8. století

Koncepce sociálních práv a společenského postavení žen tchangské éry byly pro tuto dobu pozoruhodně liberální. To bylo ovšem vyhrazeno vesměs jen městským ženám elitního statusu, jelikož muži a ženy na venkově pracovali tvrdě na různých úkolech; s manželkami a dcerami odpovědnými za vesměs domácí práce – tkaní textilií a chovu hedvábníků, zatímco muži zpravidla pracovali na polích.
V tchangské době bylo mnoho žen, které získaly přístup k náboženské autoritě, když se staly taoistickými kněžkami. Ženy vedoucí nevěstince v severní čtvrti v hlavním městě Čchang-anua získaly velké množství bohatství a moci. Jejich vysoce postavené kurtizány, které se pravděpodobně staly vzory pro japonské gejši, byly váženy a respektovány. Tyto kurtizány byly známy jako výborné zpěvačky a básnířky, účastnily se banketů a slavností, znaly pravidla všech společenských zábav a her i vznešeného chování a kultury stolování. Ačkoli byly známé svým zdvořilým chováním, kurtizány kontrolovaly chování vznešených mužů a nebály se otevřeně vyhrožovat nebo kritizovat prominenty, kteří příliš mnoho nebo příliš hlasitě mluvili, příliš se chlubili svými úspěchy nebo jiným způsobem ostatním hostům pokazili večeři hrubým jednáním (při jedné příležitosti kurtizána dokonce zbila opilého muže, který ji urazil). Když zpívaly pro zábavu hostů, kurtizány si nejen pro své písně psaly své vlastní texty, ale popularizovaly novou podobu lyrické poezie zpíváním skladeb napsaných různými renomovanými a slavnými muži čínské historie.
V módě byly ženy s plnější postavou, plnoštíhlé. Muži si užívali přítomnost asertivních, aktivních žen. Zahraniční jezdecký sport z Persie – pólo – se stal mezi čínskou elitou populárním a také ženy jej často provozovaly (jako ukazují soudobé hliněné figurky). Upřednostňovaným ženským účesem bylo načesání vlasů do „komplikované stavby nad čelem“, přičemž bohaté dámy si navíc hlavy zdobily extravagantními šperky, hřebeny, perlovými náhrdelníky, pudry a parfémy. V roce 671 byl přijat zákon, který se snažil přinutit ženy, aby znovu nosily klobouky se závoji, aby se podpořila slušnost, ale byl ignorován, když některé ženy začaly nosit čapky a dokonce chodily s nepokrytou hlavou, případně si oblékaly pánské jezdecké oblečení a boty, a přiléhavé šaty.
I po skončení éry císařovny Wu se u císařského dvora vyskytovaly mocné a vlivné ženy, jako například Jang Kuej-fej (719–756), která na císaři Süan-cungovi vymohla jmenování mnoha svých příbuzných a přátel do důležitých ministerských a vojenských pozic.

### Čaj, jídlo a životní potřeby

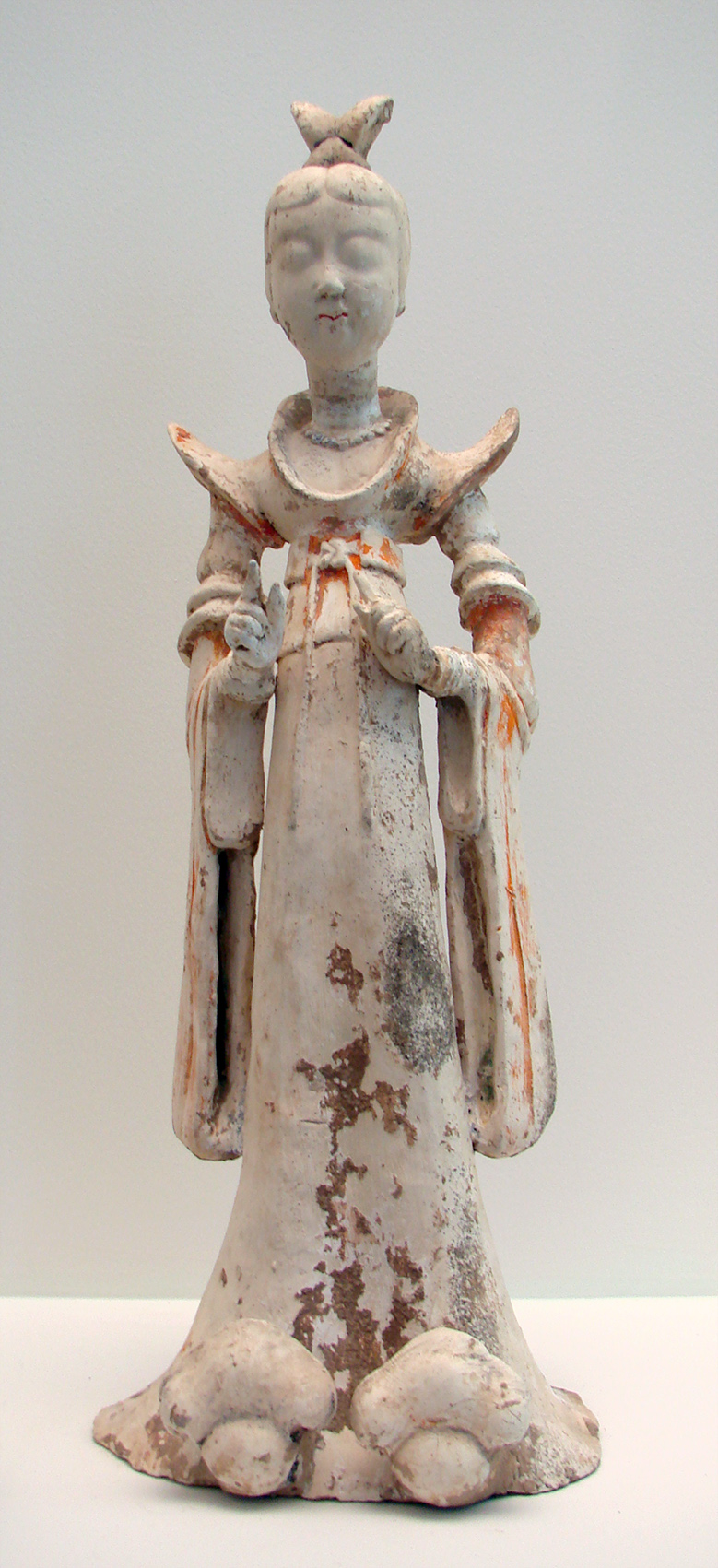
Terakotová tchangská soška

Během dřívějších jižních a severních dynastií (420–589), a možná ještě dříve, v jižní Číně získalo popularitu pití čaje. Čaj začal být vnímán jako nápoj potěšení z chuti a léčivých účinků. V tchangské době se stal synonymem všeho sofistikovaného ve společnosti. Básník Lu Tchung (790–835) věnoval většinu své poezie své lásce k čaji. Autor z 8. století Lu Jü (známý jako Čajový mudrc) dokonce napsal pojednání o umění pití čaje. Ačkoli byl obalový papír používán v Číně od 2. století př. n. l. až za Tchangů Číňané začali používat balicí papír složený a sešitý do čtvercových sáčků, aby uchovaly chuť čajových lístků. Ve skutečnosti, papír našel také mnoho jiných použití kromě psaní a balení.
První zaznamenané použití toaletního papíru je doloženo k roku 589 v zápise učeného úředníka Jen Č’-tchueje (531–591), a roku 851 jistý arabský muslimský cestovatel okomentoval čínskou péči o čistotu jako – jak mínil – nedostatečnou, protože se nemyli vodou (jako Arabové), když šli na toaletu; místo toho, napsal, Číňané prostě používali papír, aby se otřeli.
V dávných dobách Číňané vybrali pět nejzákladnějších potravin známých jako „pět zrnin“: sezam, luštěniny, pšenici a dva druhy prosa. Mingský encyklopedista Sung Jing-sing (1587–1666) poznamenal, že rýže nebyla započítána mezi pět zrnin z doby legendárního vládce Šen-nunga (jehož existenci měl za „nejistou věc“) ve 2. tisíciletí př. n. l., protože vlhké regiony jižní Číny vhodné pro pěstování rýže nebyly dosud Číňany plně osídleny a kultivovány.

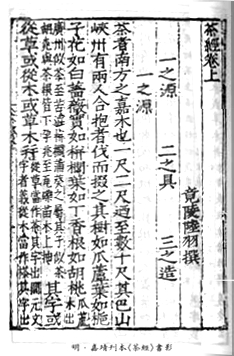
Stránka Klasického pojednání o čaji Lu Jüa

Během Tchangů byly kromě již zmíněných potravin součástí jídelníčku také ječmen, česnek, sůl, vodnice, sójové boby, hrušky, meruňky, broskve, jablka, granátová jablka, jujuba, rebarbora, lískové a piniové oříšky, kaštany, vlašské ořechy, jamy, taro atd. Různé maso, které bylo konzumováno, zahrnovalo vepřové, kuřecí, jehněčí (obzvláště oblíbené na severu), vydra, medvěd (kterého bylo těžké chytit, přesto existovaly recepty na vařenou, dušenou a marinovanou medvědinu) a dokonce i baktrijské velbloudy. Na jihu podél pobřeží bylo nejobvyklejší maso z mořských plodů; Číňané si pokrmy přichucovali medem se skořicí, sečuánským pepřem, kardamomem a zázvorem; pochoutkami byly i s ústřice s vínem, smažené chobotnice se zázvorem a octem, různé druhy krabů, krevet a ryb.
Některé potraviny byly dováženy ze zahraničí, protože tchangská vláda bránila pojídání hovězího (protože býk byl cenným pracovním zvířetem), a v letech 831–833 císař Wen-cung dokonce pod vlivem buddhistické nauky zakázal zabíjení dobytka.
Zahraniční obchod přinášel tchangským poddaným broskve ze Samarkandu, datle, pistácie a fíky z Velkého Íránu, piniové oříšky a kořeny ženšenu z Koreje a manga z jihovýchodní Asie. V Číně byla velká poptávka po cukru; Za vlády Haršy nad severní Indií (v letech 606–647) indičtí vyslanci přivedli dva výrobce cukru, kteří úspěšně naučili Číňany, jak pěstovat cukrovou třtinu. Bavlna přicházela jako hotový produkt z indického Bengálska, ačkoli ji v tchangském období Číňané začali pěstovat a zpracovávat, a za jüanské nadvlády se stala hlavní textilní tkaninou v Číně.
Metody uchování jídla byly důležité a praktikované v celé Číně. Obyčejní lidé používali jednoduché metody konzervace, jako je ukládání v hlubokých sklepích a nasolování. Císař měl velké ledové jámy k uchovávání potravin v čchanganských parcích, zatímco boháči a elita měli vlastní menší ledové jámy. Každý rok císař vysílal dělníky vyřezat 1000 bloků ledu ze zmrzlých říček v horských údolích, každý blok o rozměrech 0,9 m × 1,1 m. Pak se mohl i v létě těšit ze zmrazených lahůdek, například chlazených melounů.

## Věda, technologie, lékařství

### Technika

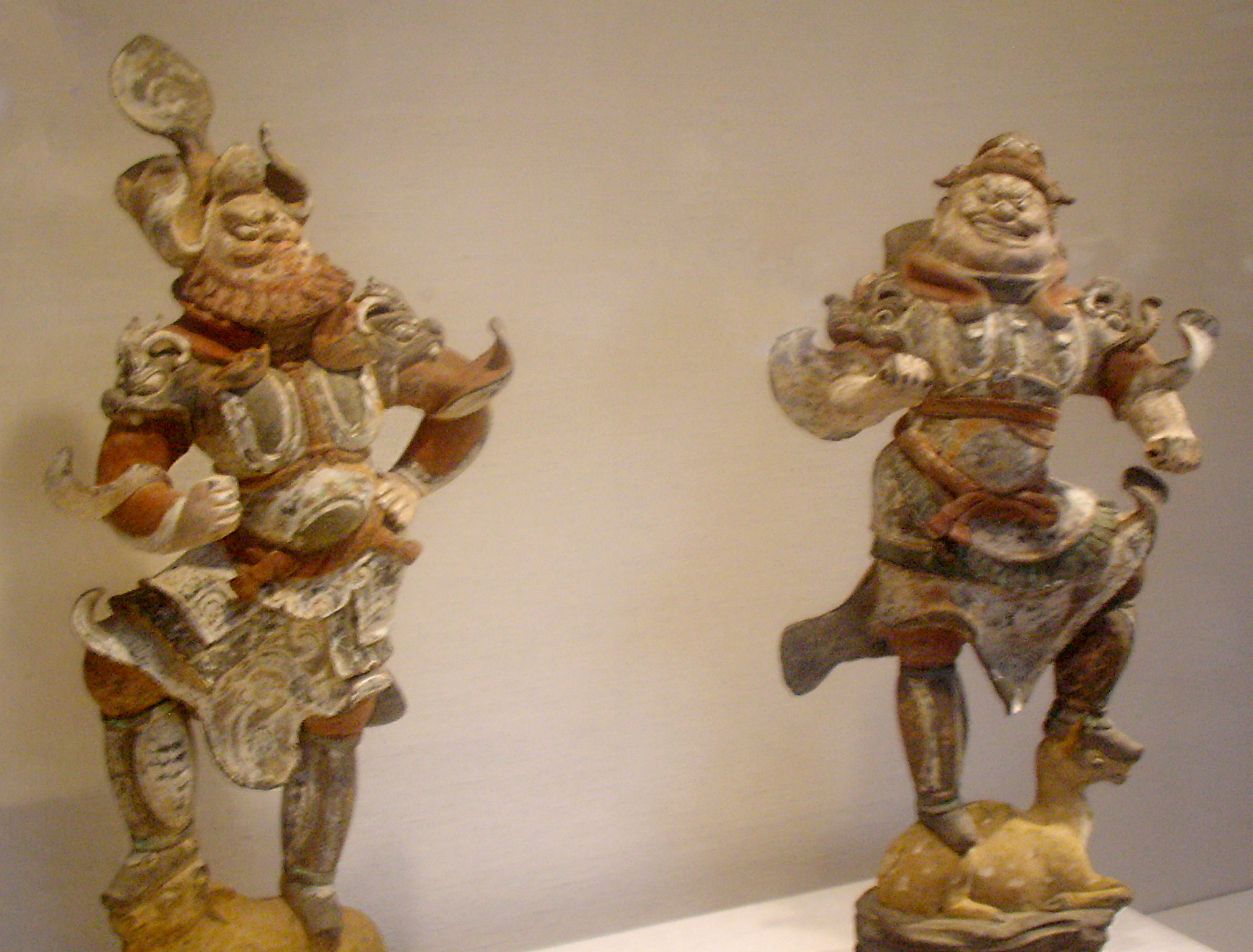
Dřevěné figurky strážců hrobek

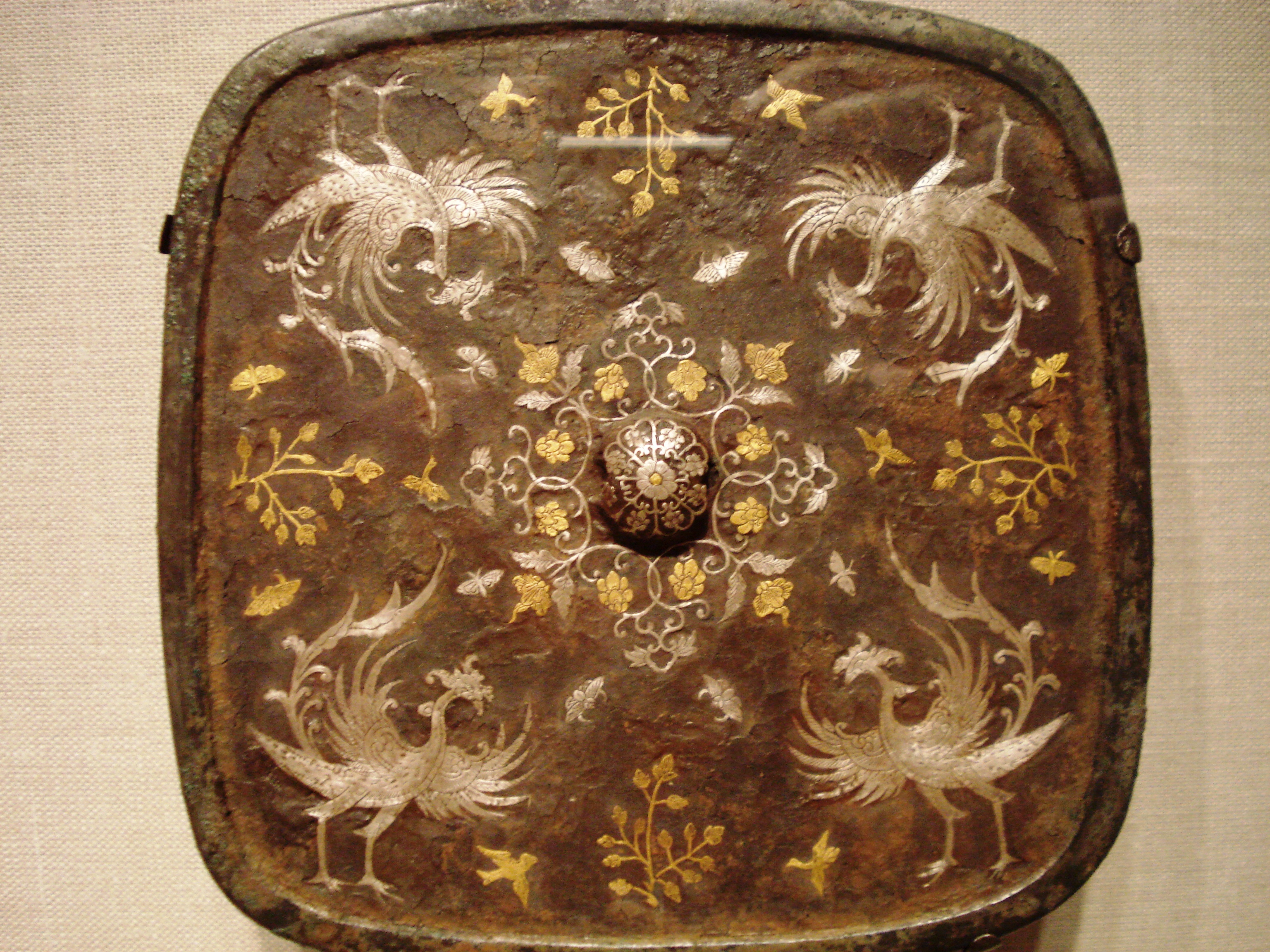
Bronzové zrcadlo vykládané zlatem a stříbrem, 8. století

Technologie tchangského období vycházela z minulých zkušeností. Pokroky v konstrukci hodin a měření času zahrnovaly mechanické převodové systémy Čang Chenga (78–139) a Ma Ťüna (3. století), které inspirovaly inženýra, astronoma a mnicha I Singa (683–727), aby roku 725 – jako první na světě – vynalezl mechanismus kroku. Krok použil společně s vodními hodinami a vodním kolem k pohánění rotující armilární sféry, která znázorňovala pohyby nebeských objektů. Přístroj I Singa měl také mechanicky časovaný zvonek, který hrál každou hodinu na buben, který se spustil každou čtvrthodinu. Astronomický orloj I Singa a vodou poháněná armilární sféra se staly známými po celé zemi, dokonce studenti, kteří skládali úřednické zkoušky roku 730, museli o tomto zařízení napsat esej. Nicméně nejběžnějším typem veřejných a palácových hodin byly přítokové vodní hodiny. Jejich konstrukci kolem roku 610 vylepšili inženýři suejského období Keng Sün a Jü-wen Kchaj. Jejich vylepšení umožnila sezónní nastavení tlakové hlavy kompenzační nádrže, a řízení rychlosti průtoku pro různé délky dne a noci.
Během tchangské éry byly konstruovány složité mechanické stroje.
V oblasti konstrukčního inženýrství a technické architektury existovaly vládní standardní stavební předpisy, které byly popsány v knize raného tchangského období Jing-šan ling (Státní stavební právo). Fragmenty této knihy přežily v Tchang lü (Tchangský zákoník), proto je sungská architektonická příručka Jing-cao fa-š’ (Státní stavební standardy) od Li Ťieho (1065–1101) z roku 1103 nejstarším technickým pojednáním o čínské architektuře, které se dochovalo v plném rozsahu. Za vlády císaře Süan-cunga (712–756) bylo registrováno 34 850 řemeslníků sloužících státu a podléhajících agentuře palácových budov (Ťing-cuo ťien).

### Tisk zdřevěných desek

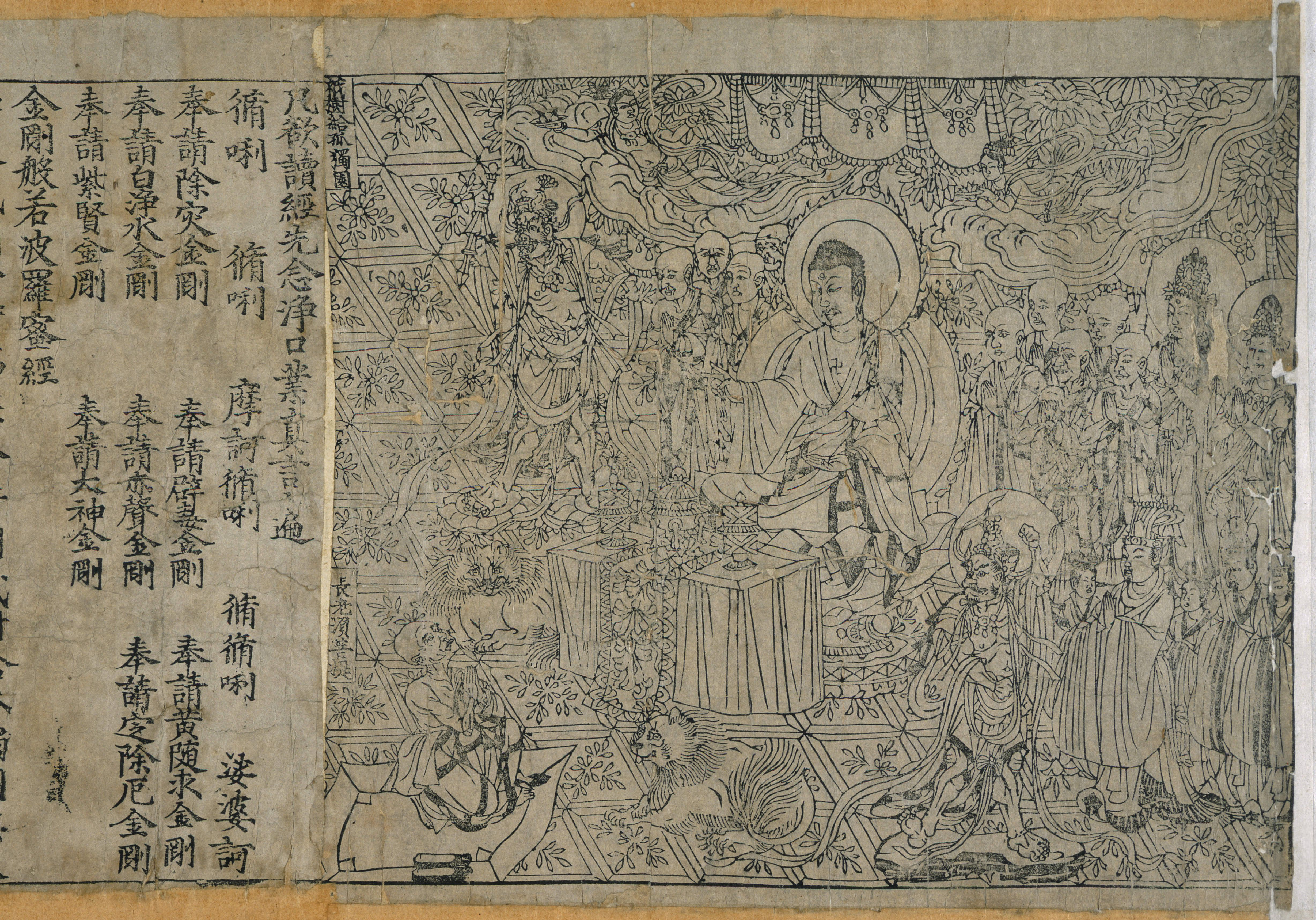
Diamantová sútra, tisk z roku 868

Tisk z dřevěných desek zpřístupnil psané slovo mnohem většímu publiku. Jedním z nejstarších dochovaných tištěných dokumentů na světě je miniaturní buddhistická sútra Dháraní objevená v Si-anu v roce 1974 a datovaná zhruba mezi roky 650 a 670. První knihou vytištěnou v běžném formátu je Diamantová sútra, doplněná o obrázky vložené do textu a datovaná přesně na rok 868. Mezi nejčasnějšími tištěnými dokumenty byly buddhistické texty a kalendáře, které byly nezbytné pro výpočty příznivých a nepříznivých dnů. S tolika knihami, které se dostaly mezi širokou veřejnost, rostla míra gramotnosti a nižší třídy tak mohly snadněji získat podklady ke studiu. V pozdější, sungské, době se proto mezi kandidáty úřednických zkoušek dostávalo více lidí z nižších tříd. Ačkoli v 11. století Pi Šeng vynalezl tisk pohyblivými literami, tisk z dřevěných desek, který se rozšířil v tchangské době, zůstal v Číně dominantním způsobem tisku, dokud se ve východní Asii nestaly široce přijatými a používanými pokročilejší tiskové stroje z Evropy. Vedlejším efektem nového tchangského tisku bylo první používání a rozšíření hracích karet.

### Lékařství
Tchangští čtenáři se také velmi zajímali o výhody oficiální klasifikace všech používaných léků. V roce 657 císař Kao-cung (649–683) pověřil své učence publikací oficiální materia medica, seznamu léků a léčivých přípravků, doplněného textem a ilustrovanými kresbami 833 různých léčivých kamenů, minerálů, kovů, rostlin, bylin, zvířat, zeleniny, ovoce a obilovin. Kromě sestavování lékopisů tchangská vláda podpořila výuku medicíny podporou císařských lékařských škol, státními zkouškami jejich absolventů a vydáváním forenzních příruček pro lékaře. K autorům lékařských spisů tchangské doby patří Čen Čchuan († 643) a Sun S’-miao (581–682). Čen Čchuan jako první ve svých spisech uvedl, že pacienti s cukrovkou měli nadbytek cukru v moči, Sun S’-miao si zase uvědomil, že pacienti s diabetem by neměli konzumovat alkohol a škrobové potraviny. Jak napsal Čen Čchuan a další tchangští autoři, štítné žlázy ovcí a prasat byly úspěšně použity k léčbě chřipky; extrakty ze štítné žlázy nebyly na Západě použity k léčbě pacientů s chřipkou až do roku 1890. V lékařském textu Sin-siou pen-cchao Su Kunga z roku 659 bylo poprvé popsáno použití zubařského amalgámu vyrobeného z cínu a stříbra.

### Kartografie

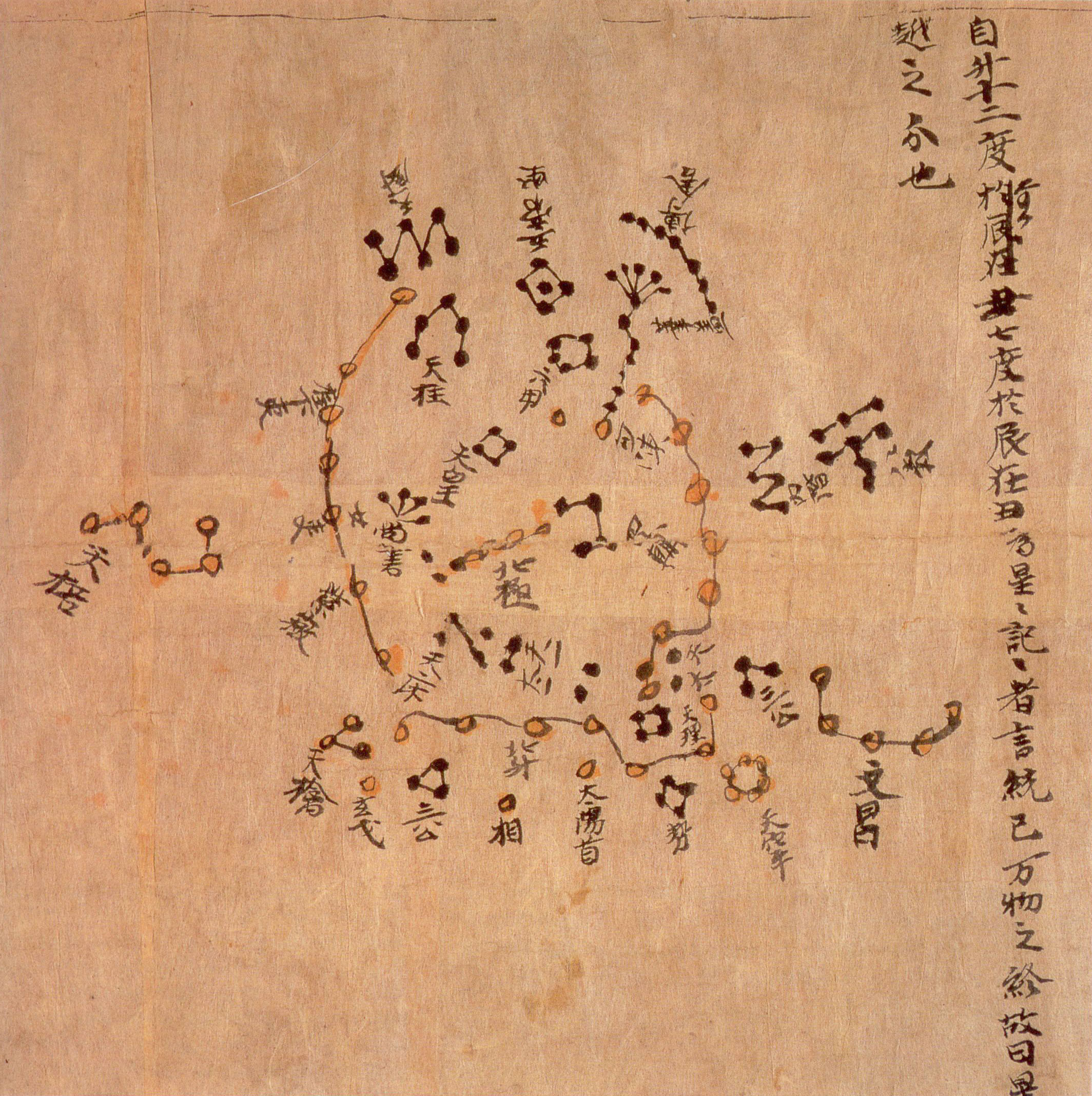
Hvězdná mapa z Tun-chuangu, oblast kolem severního pólu, kolem roku 700.

Ve sféře kartografie došlo k pokroku a tchangští učenci tak převýšili úroveň svých chanských předchůdců. Když tchangský kancléř Pchej Ťü (547–627) roku 605 pracoval pro suejskou vládu jako obchodní komisař, vytvořil známou mřížkovou mapu v tradici Pej Sioua (224–271). Tchangský kancléř Sü Ťing-cung (592–672) byl také znám svou mapou Číny nakreslenou v roce 658. Od roku 785 pro císaře Te-cunga geograf a kartograf Ťia Tan (730–805) sestavoval kompletní mapu Číny a jejích bývalých protektorátů ve střední Asii. Po dokončení v roce 801 byla mapa 9,1 m dlouhá a 10 m vysoká, s mřížkou o délce jednoho palce, který odpovídal sto li (cca 50 km). Čínská mapa z roku 1137 je podobná Ťia Tanově mapě, a vytesána na kamenné stéle s mřížkou 100 li. Jediný typ map, které se dochovaly z tchangského období, jsou hvězdné mapy. Navzdory tomu nejstarší terénní mapy Číny pocházejí ze starověkého státu Čchin; jsou to mapy ze 4. století př. n. l., které byly archeology nalezeny v roce 1986.

### Alchymie a vynálezy

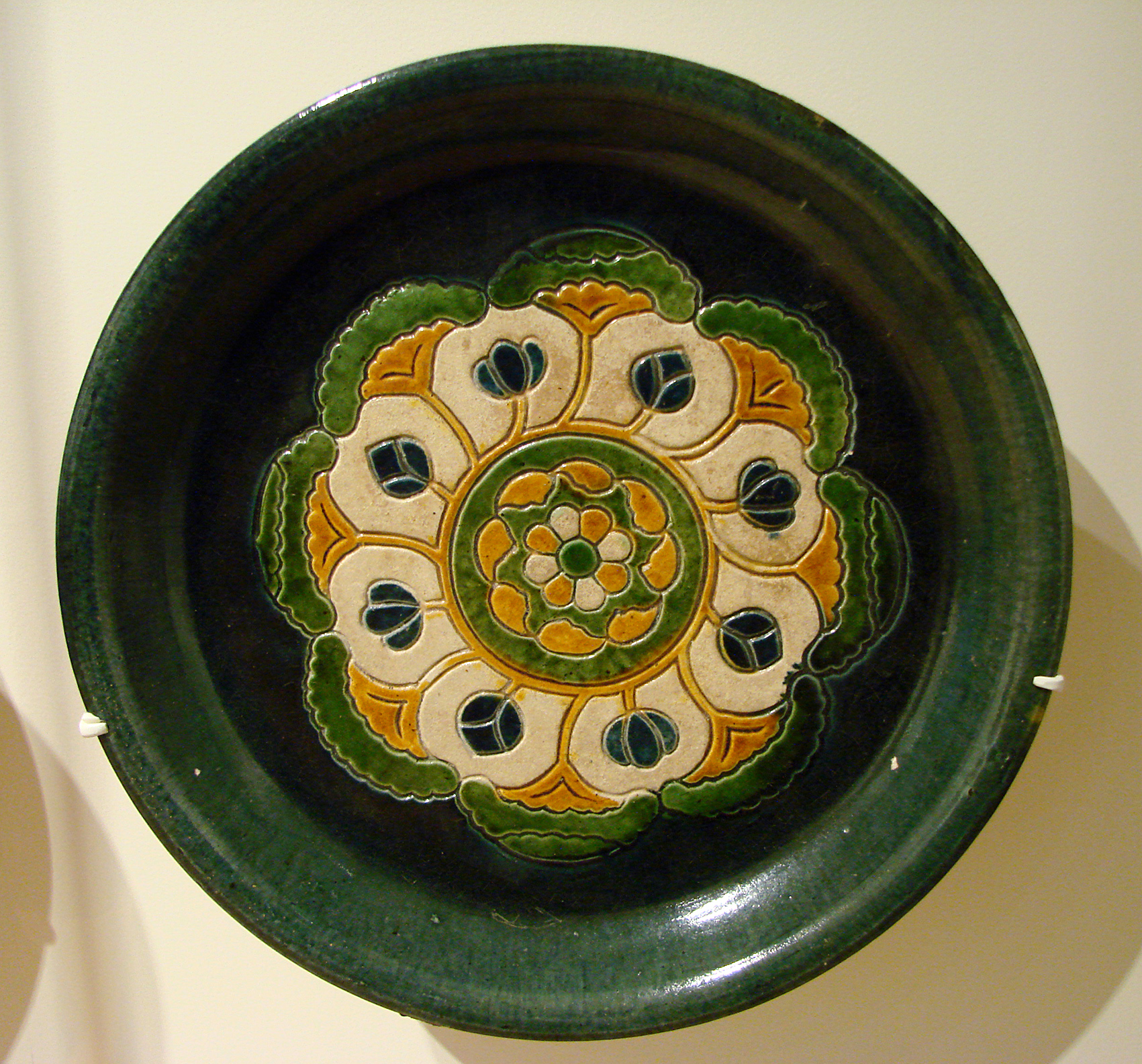
Tchangská mísa, 8. století, tříbarevná glazura san-cchaj

Tchangští Číňané používali složité chemické látky pro řadu různých účelů, často je objevili prostřednictvím alchymistických experimentů. Mezi ně patřil voduodpuzující krém nebo lak na oděvy a zbraně, ohnivzdorná pojidla pro sklo a porcelán, hydroizolační krém aplikovaný na hedvábné oblečení podvodních potápěčů, krém určený pro leštění bronzových zrcadel a mnoho dalších užitečných chemikálií. Zesklovatělá průsvitná keramika známá jako porcelán byla vynalezena v tchangské Číně, i když jí předcházelo mnoho druhů glazované keramiky.
Od doby říše Chan (202 př. n. l. – 220 n. l.) Číňané hloubili hluboké vrty, aby získali zemní plyn, který bambusovým potrubím vedli do sporáků, v nichž odpařovací lišty ze železa vypařily slanou vodu k extrakci soli. Během dynastie Tchang autor ze S’-čchuanu uvedl, že na jedné z těchto až 182 m hlubokých „ohnivých studní“, muži shromažďovali zemní plyn do přenosných bambusových trubek, které by mohly být přepravovány na vzdálenost desítek km a stále produkovaly plamen. Jednalo se v podstatě o první plynové lahve; Robert Temple předpokládá, že v těchto zařízeních byl použit nějaký kohout.

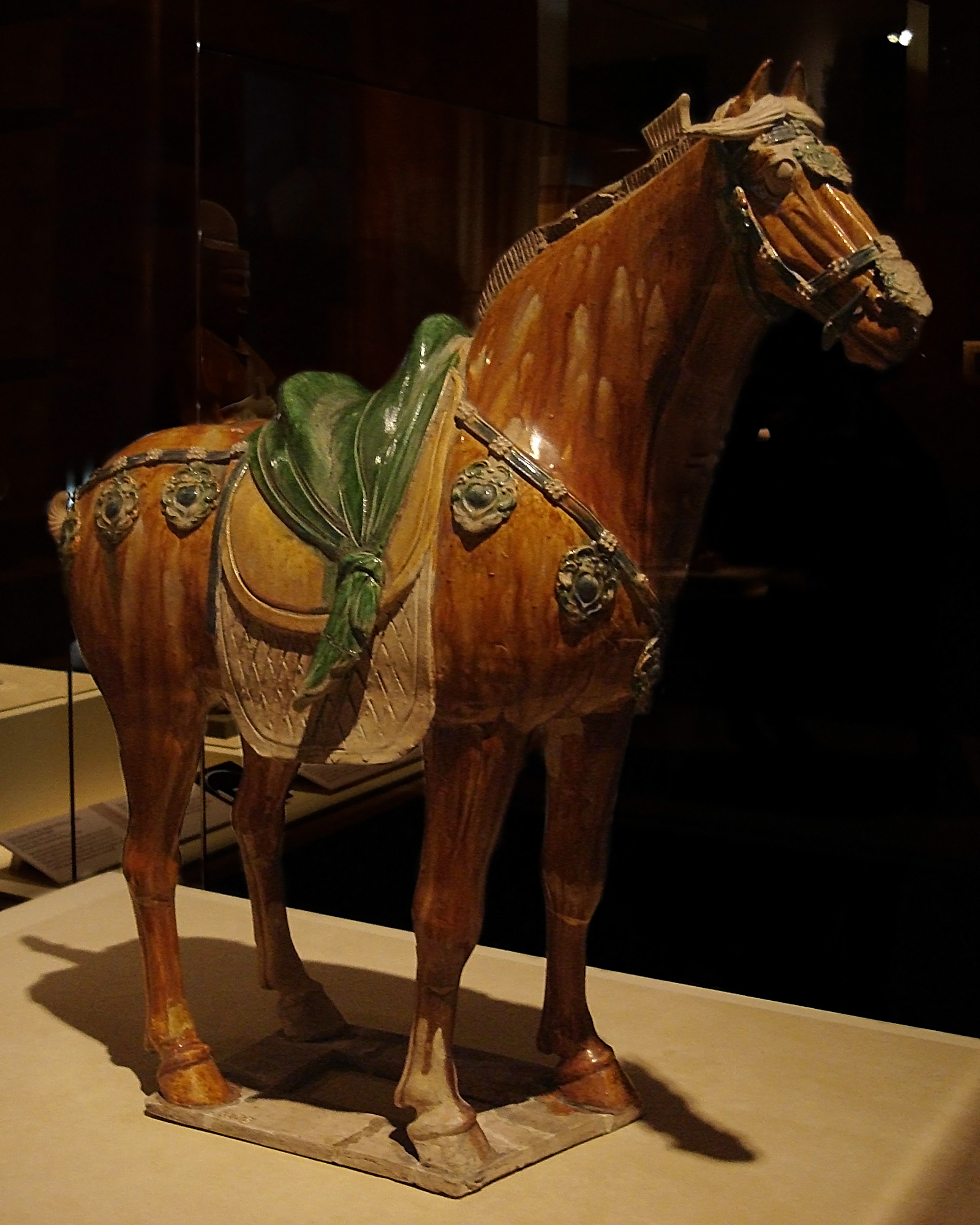
Tchangská soška koně, tříbarevná glazura san-cchaj

Chanský vynálezce Ting Chuan (žil kolem roku 180 n. l.) vynalezl ručně poháněný rotační ventilátor se sedmi koly o průměru 10 m určený pro ochlazování místností v horkých obdobích roku. V roce 747 měl císař Süan-cung v císařském paláci postavený „chladný sál“, ochlazovaný vodou poháněnými koly ventilátoru a proudy vody stoupajícími z vodotrysků. V následující sungské říši se písemné zdroje se zmiňují o klimatizačním rotačním ventilátoru jako o ještě více užívané pomůcce.

## Historiografie
První klasickou prací o říší Tchang je Stará kniha Tchang autorského kolektivu v čele s Liou Süem (887–946) sestavená v období Pozdní Ťin. O století později, mezi léty 1044 a 1060, tým sungských historiků v jehož čele stáli Ou-jang Siou a Sung Čchi napsal novou verzi tchangských dějin, známou jako Nová kniha Tchang. Obojí dějiny se opíraly o starší anály, které jsou nyní ztraceny. Obojí se rovněž řadí mezi čínských Dvacet čtyři historií. Jeden z přeživších pramenů Staré knihy Tchang, primárně pokrývající období do roku 756, je Tchung-tien, který Tu Jou představil císaři roku 801. Dějiny tchangského období byly také částí rozsáhlého historického díla textu C’-č’ Tchung-ťien, které v roce 1084 dokončil tým učenců vedený S’-ma Kuangem. Tento historický text, obsahující 3 miliony čínských znaků v 294 svazcích, pokrývá historii Číny od počátku období Válčících států (403 př. n. l.) až do vzniku říše Sung (960).